# Bezaubernde Jeannie/Episodenliste
Diese Episodenliste enthält alle Episoden der US-amerikanischen Fernsehserie Bezaubernde Jeannie, sortiert nach der US-amerikanischen Erstausstrahlung.

## Deutschsprachige Erstausstrahlung
Das ZDF strahlte ab 1967 insgesamt 78 Episoden der Serie in loser Reihenfolge aus. Dabei wurden nur 13 Folgen der ersten Staffel gezeigt. Erst zwischen November 1988 und Januar 1989 wurden die verbleibenden Episoden der Staffeln zwei bis fünf auf Sat.1 gezeigt. Die fehlenden 17 schwarz-weißen Episoden der ersten Staffel ließ erst der Pay-TV-Sender DF1 für seinen Spartensender Comedy & Co. Ende der 1990er synchronisieren und strahlte diese im Mai 1998 aus. Im Zuge dessen wurden auch drei bereits ausgestrahlte Episoden der ersten Staffel neu synchronisiert, da diese nicht mehr sendefähig waren.

## Staffeln

### Staffel 1: 1965–66 (30 Episoden)
Alle Folgen dieser Staffel sind in schwarzweiß, wurden allerdings für die DVD-Veröffentlichungen nachträglich koloriert.
| Nr. (ges.) | Nr. (St.) | Deutscher Titel                  | Originaltitel                                   | Erstausstrahlung USA | Deutschsprachige Erstausstrahlung (D) | Regie               | Drehbuch                          | Sender deutschsprachige Erstausstrahlung |
| --- | --------- | -------------------------------- | ----------------------------------------------- | -------------------- | ------------------------------------- | ------------------- | --------------------------------- | ---------------------------------------- |
| 1 | 1         | Eine Jeannie aus der Flasche     | The Lady In The Bottle                          | 18. Sep. 1965        | 19. Sep. 1967                         | Gene Nelson         | Sidney Sheldon                    | ZDF                                      |
| Der Astronaut Tony Nelson von der NASA stürzt nach einem Raketenfehlstart in Stardust Eins auf einer abgelegenen Insel im Südpazifik ab. Am Strand findet er eine Flasche und erlebt eine Überraschung als er sie öffnet. Ein schöner weiblicher Flaschengeist (namens Jeannie) erscheint, der sich sofort zu ihm hingezogen fühlt. Sie hilft ihm gerettet zu werden und folgt ihm zurück nach Cocoa Beach in Florida. Gastdarsteller: Philip Ober erscheint als General Wingard Stone, der Vater von Tonys Verlobter Melissa (Karen Sharpe), Dreharbeiten: 2.–4. Dezember 1964 |           |                                  |                                                 |                      |                                       |                     |                                   |                                          |
| 2 | 2         | Ersteigert von Prinzessin Fatima | My Hero                                         | 25. Sep. 1965        | 26. Sep. 1967                         | Gene Nelson         | Sidney Sheldon                    | ZDF                                      |
| Jeannie erfüllt Tonys nicht ganz so ernst gemeinten Wunsch, sich an dem Mann zu rächen, der Jeannie einmal beleidigt hat. Worauf ihn Jeannie umgehend ins Bagdad vor 2000 Jahren versetzt. Dort stellt Tony fest, dass der ehemalige Beleidiger Jeannies ein wilder orientalischer „Riese“ (Richard Kiel) ist. Tony flüchtet und landet in einer Sklavenversteigerung. Als Jeannie ihre Eltern besucht, verkündet sie ihnen, dass es ihr größter Wunsch ist ihren Meister zu heiraten – wenn er den Kampf mit Ali überlebt. Gaststars: Henry Corden als Jeannies Vater, Florence Sundstrom als Jeannies Mutter |           |                                  |                                                 |                      |                                       |                     |                                   |                                          |
| 3 | 3         | Das Training für den Mondflug    | Guess What Happened On The Way To The Moon      | 2. Okt. 1965         | 3. Okt. 1967                          | Alan Rafkin         | Tom Waldman, Frank Waldman        | ZDF                                      |
| Das Überleben in der Wüste für ein Mondflugtraining wird zum Luxus, als Jeannie Tony auf eine Mission folgt und ihn mit Nahrung, Unterkunft und Transportmitteln ausstattet. Wegen einer Knöchelverletzung bleibt Tony zurück, während Roger weiterzieht. Nach der Mission beginnt Roger, Tonys Glück zu hinterfragen, während er in der brütenden Hitze leidet. |           |                                  |                                                 |                      |                                       |                     |                                   |                                          |
| 4 | 4         | Hochzeitsreise entfällt          | The Marriage Caper                              | 9. Okt. 1965         | 10. Okt. 1967                         | Alan Rafkin         | Tom Waldman, Frank Waldman        | ZDF                                      |
| Als Tonys zukünftiger Schwiegervater einen Botschafterposten annimmt, bietet er Tony eine prestigeträchtige Position an, wenn er die Air Force verlässt. Tony lehnt das Angebot ab. Tonys Verlobte Melissa drängt ihn, den Posten in Übersee anzunehmen und den Hochzeitstermin vorzuverlegen. Ein alter Freund von Melissa, Grover Caldwell (John Hudson), kommt ins Spiel. Sie glaubt nun, dass Tony sich zu sehr verändert hat und will Grover heiraten. Tony ist erleichtert. Gaststar: Mako als Kato |           |                                  |                                                 |                      |                                       |                     |                                   |                                          |
| 5 | 5         | Kein Stolz der Kompanie          | G.I. Jeannie                                    | 16. Okt. 1965        | 17. Okt. 1967                         | Alan Rafkin         | William Davenport                 | ZDF                                      |
| Weil Tonys hübsche Sekretärin Mitglied der Air Force ist, will sich Jeannie ebenfalls rekrutieren lassen. Jeannie durchläuft die W.A.F.-Ausbildung und Major Margaret Fiefield (Jane Dulo) schickt sie in verschiedene Abteilungen, in denen sie nur Schäden anrichtet. Nur durch Blinzeln kommt sie dann als Sekretärin zu Tony, der aber nach Nevada gehen muss und dort keine Sekretärin benötigt. Daraufhin veranlasst Jeannie, dass sie gekündigt wird. Gaststar: Edmon Ryan als Col. Joe Fenton |           |                                  |                                                 |                      |                                       |                     |                                   |                                          |
| 6 | 6         | Frau über Bord                   | The Yacht Murder Case                           | 23. Okt. 1965        | 24. Okt. 1967                         | Gene Nelson         | David Braverman, Bob Marcus       | ZDF                                      |
| Es gibt Ärger auf hoher See, als Jeannie bei Tony auf einer Yacht zu einem sehr wichtigen Treffen mit P. J. Ferguson (David Brian), einem Manager der Luft- und Raumfahrtindustrie, und seiner schönen Tochter Nina (Sharon Farrell) erscheint. Als Tony ihr befiehlt, nach Hause zu fahren, und sie dies blitzschnell tut, halten die Fergusons ihr plötzliches Verschwinden für ein sicheres Zeichen eines Mordes. Gaststars: Charles Lindsay Workman als General William Fletcher, Sandra Gould als Tonys Haushälterin |           |                                  |                                                 |                      |                                       |                     |                                   |                                          |
| 7 | 7         | Weltraumflug mit Hindernissen    | Anybody Here Seen Jeannie                       | 30. Okt. 1965        | 7. Nov. 1967                          | Gene Nelson         | Arnold Horwitt                    | ZDF                                      |
| Tony soll einen historischen Weltraum-Spaziergang unternehmen, aber Dr. Bellows möchte, dass er vorher einige medizinische Tests durchführt. Jeannie sieht ihren geliebten Meister hilflos im Weltraum schweben und beschließt, die Tests von ihrem Versteck in Tonys Jacke aus zu sabotieren. Dr. Bellows schickt daraufhin Tony statt ins All in Erholungsurlaub. Doch Jeannie sieht ihren Fehler ein und Tony kann ins All fliegen. Gaststars: Dabney Coleman als Lt. George Conway (im Abspann als „Lt. George Webb“ aufgeführt), Davis Roberts als Walter, ein Assistent von Dr. Bellows |           |                                  |                                                 |                      |                                       |                     |                                   |                                          |
| 8 | 8         | Guter Rat ist teuer              | The Americanization of Jeannie                  | 6. Nov. 1965         | 14. Nov. 1967                         | Gene Nelson         | Arnold Horwitt                    | ZDF                                      |
| Jeannie lässt sich von der Lektüre einer Frauenzeitschrift begeistern, in der erklärt wird, wie man die perfekte amerikanische Frau ist. Sie hofft ihren Meister mit ihrer Selbstständigkeit zu beeindrucken. Sie weigert sich zu zaubern, fordert eine Haushaltshilfe und strebt eine eigene berufliche Laufbahn an. Ihre Bemühungen erweisen sich bald als katastrophal. Tony sagt zu Jeannie sie wäre alles was ein Mann sich wünschen kann und er werde ihr als Ausgleich ein Haustier schenken. Jeannie ist einverstanden und zaubert sich einen Löwen herbei. |           |                                  |                                                 |                      |                                       |                     |                                   |                                          |
| 9 | 9         | Wie man kein Star wird           | The Moving Finger                               | 13. Nov. 1965        | 21. Nov. 1967                         | Gene Nelson         | Harry Essex, Jerry Seelen         | ZDF                                      |
| Jeannie ist eifersüchtig, als Tony, der Berater für einen Astronautenfilm ist, mit der berühmten Filmschauspielerin Rita Mitchell (Nancy Kovack) in Hollywood zum Abendessen ausgeht. Sie beschließt ein Filmstar zu werden, um ihrer vermeintlichen Rivalin in einer Liebesszene mit einem berühmten Schauspieler Konkurrenz zu machen, muss letztendlich aber feststellen, dass Geister nicht vor der Kamera erscheinen. |           |                                  |                                                 |                      |                                       |                     |                                   |                                          |
| 10 | 10        | Erfunden vor 2000 Jahren         | Djinn and Water                                 | 20. Nov. 1965        | 28. Nov. 1967                         | Gene Nelson         | Mary C. McCall, Jr.               | ZDF                                      |
| Die Familie ist gefragt, als Jeannie einen ihrer Urgroßväter, Bilejik (J. Carrol Naish), herbeiruft, um Tony bei einem Experiment zu helfen, bei dem Meerwasser in Süßwasser verwandelt werden soll. Bilejik erklärt sich bereit, das Geheimnis zu lüften, aber nur wenn seine ungewöhnliche Forderung erfüllt wird. Währenddessen macht Jeannie, während sie unsichtbar ist, eine Spritztour mit Tonys Auto. Dr. Bellows sieht das Auto ohne Fahrer und Tony muss sich einen Grund ausdenken. Chet Stratton (ohne Namensnennung) tritt als „Der Botaniker“ auf. |           |                                  |                                                 |                      |                                       |                     |                                   |                                          |
| 11 | 11        | Kleine Jungs sind gefährlich     | Whatever Happened to Baby Custer?               | 27. Nov. 1965        | 1. Mai 1998                           | Gene Nelson         | Austin Kalish, Irma Kalish        | Comedy & Co                              |
| Tonys kleinster Fan, der 11-jährige Custer (Bill Mumy), sorgt für Ärger, als er etwas von Jeannies Zauberei sieht und es seinen Eltern, Major Jamison (Herb Voland) und Mrs. Wendy Jamison (Grace Albertson), meldet. Sie glauben ihm nicht und bringen Custer zu Dr. Bellows. Dr. Bellows möchte, dass Custer Tony weiterhin ausspioniert. Nun muss Jeannie den Arzt überlisten. Anmerkung: Die Inneneinrichtung von Tonys Nachbarhaus ist die Inneneinrichtung von Verliebt in eine Hexe. |           |                                  |                                                 |                      |                                       |                     |                                   |                                          |
| 12 | 12        | Rogers große Liebe               | Where’d You Go-Go?                              | 4. Dez. 1965         | 2. Mai 1998                           | E.W. Swackhamer     | Bob Fisher, Arthur Alsberg        | Comedy & Co                              |
| Es liegt Romantik in der Luft als eine von Tonys Ex-Freundinnen, Diane (Elizabeth MacRae), fragt, ob sie sich wieder sehen können. Jeannie fühlt sich betrogen, bis Tonys bester Freund Roger Healey sie zu einem Date einlädt. Nun macht sich Eifersucht breit, denn Tony nutzt seine Verabredung mit Diane, um dafür zu sorgen, dass Jeannie nicht in Schwierigkeiten mit Roger gerät. |           |                                  |                                                 |                      |                                       |                     |                                   |                                          |
| 13 | 13        | Russisches Roulette              | Russian Roulette                                | 11. Dez. 1965        | 3. Mai 1998                           | E.W. Swackhamer     | Bob Fisher, Arthur Alsberg        | Comedy & Co                              |
| Das Schenken geht zu weit, als Roger unwissentlich Jeannies Flasche einer russischen Kosmonautin (Arlene Martel) als Symbol der Freundschaft schenkt die zu Besuch ist. Tony unternimmt alles, um die Flasche zurückzubekommen, aber nicht bevor die Kosmonautin merkt, dass sie nun selbst einen Flaschengeist hat. Gaststars: Paul Reed als General Barkley. Anmerkung: Die DVD-Veröffentlichung enthält einen rekonstruierten Soundtrack mit einer neuen Lachspur. |           |                                  |                                                 |                      |                                       |                     |                                   |                                          |
| 14 | 14        | Jeannies Verlobter               | What House Across the Street                    | 18. Dez. 1965        | 5. Dez. 1967                          | Theodore J. Flicker | Bob Fisher, Arthur Alsberg        | ZDF                                      |
| Mütter wissen es in der Regel am besten und so beschließt Jeannie dem Rat ihrer Mutter (Lurene Tuttle) zu folgen und Tony eifersüchtig zu machen, indem sie den Heiratsantrag von Roger Healey annimmt. Sie blinzelt zwei reiche Eltern (Oliver McGowan und Avis Scott) und eine Villa auf der anderen Straßenseite von Tonys Haus (auf einem leeren Grundstück, das Dr. Bellows gerade gekauft hat) ins Leben. Gaststars: Jack Collins als General Hadley, Walter Woolf King als Pfarrer |           |                                  |                                                 |                      |                                       |                     |                                   |                                          |
| 15 | 15        | Ein Tony zuviel                  | Too Many Tonys                                  | 25. Dez. 1965        | 12. Dez. 1967                         | E.W. Swackhamer     | Arthur Horwitt                    | ZDF                                      |
| Dr. Bellows stellt fest, dass verheiratete Astronauten bei Tests besser abschneiden, also bittet Jeannie ihren Meister sie zu heiraten. Als er ablehnt, blinzelt Jeannie einen anderen Tony herbei, der viel romantischer ist und auf ihre Bedürfnisse eingeht. Dr. Bellows glaubt, dass die beiden am kommenden Sonntag heiraten werden. Bei der Hochzeit gibt Tony vor die romantische Kopie zu sein und Jeannie sagt die Hochzeit ab. Anmerkung: General Peterson (Barton MacLane) hat in dieser Folge seinen ersten Auftritt. Gaststar: Henry Hunter als Kaplan |           |                                  |                                                 |                      |                                       |                     |                                   |                                          |
| 16 | 16        | Zweimal Mekka und zurück         | Get Me to Mecca on Time                         | 8. Jan. 1966         | 6. Mai 1998                           | E.W. Swackhamer     | James Allardice, Tom Adair        | Comedy & Co                              |
| Jeannie fühlt sich sehr schwach und ihr Blinzeln funktioniert nur noch zum Teil. Roger liest sein Horoskop aber Tony glaubt nicht an den Unsinn. Kurz darauf zaubert sich Jeannie in das Büro der beiden und bekommt Rogers Horoskopheft in die Hände. Sie liest das Horoskop und erkennt, dass es der Tag des Ram ist, an dem die Meister nach Mekka reisen müssen, um die alten Worte zu rezitieren, sonst wird Jeannie ihre Kräfte verlieren und verschwinden. Dort angekommen müssen sie in die Bank von Mekka einbrechen, um genau an der Stelle zu stehen an der sie die Worte aufsagen sollen. Sie werden fast von der Polizei gefangen genommen, aber Tony schafft es die Worte aufzusagen und rettet Jeannie. |           |                                  |                                                 |                      |                                       |                     |                                   |                                          |
| 17 | 17        | Roger gehört die Welt            | The Richest Astronaut in the Whole Wide World   | 15. Jan. 1966        | 7. Mai 1998                           | E.W. Swackhamer     | William Davenport, Sidney Sheldon | Comedy & Co                              |
| Roger findet zufällig heraus, dass Jeannie ein Flaschengeist ist und stiehlt ihre Flasche. Sie macht ihn extrem reich, mit großen Häusern, Autos und Jachten. Tony erzählt Dr. Bellows von Rogers neu gefundenem Reichtum. General Peterson will ihn verhaften lassen, weil er verdächtigt wird Regierungsgeheimnisse an das Ausland zu verkaufen. Um dem Ärger zu entgehen willigt Roger ein Jeannie an Tony zurückzugeben. |           |                                  |                                                 |                      |                                       |                     |                                   |                                          |
| 18 | 18        | Eine Jeannie ist genug           | Is There an Extra Genie in the House            | 22. Jan. 1966        | 8. Mai 1998                           | Hal Cooper          | Charles Tannen                    | Comedy & Co                              |
| Roger gerät in ernsthafte Schwierigkeiten, als sich Dr. Bellows' Nichte Sheila (Judy Carne) zu lange bei einem Date mit ihm aufhält. Dr. Bellows will Roger für 30 Tage auf eine abgelegene Insel schicken. Roger bittet Tony, dass Jeannie einen Flaschengeist für ihn findet. Jeannie will ihre Cousine Marilla aus Bagdad herbeirufen, die Roger helfen soll, doch Tony verbietet ihr dies. Erschwerend kommt hinzu, dass Roger den Bühnenmagier Arnie (als Abdul der Große) und seine Frau und Assistentin Myrt, die seine Wohnung vorübergehend in seiner Abwesenheit und Unkenntnis gemietet haben und in orientalischen Gewändern herumlaufen, für seine persönlichen Flaschengeister hält. Gaststars: Herbie Faye (ohne Namensnennung im Abspann) erscheint als „Mr. Billings“, Bernard Fox als Arnie, Emmaline Henry als Myrt. Anmerkung: Henry wurde in der nächsten Staffel als Dr. Bellows' Frau Amanda Bellows ein festes Ensemblemitglied. |           |                                  |                                                 |                      |                                       |                     |                                   |                                          |
| 19 | 19        | Wie entkommt man einer Jeannie?  | Never Try to Outsmart a Jeannie                 | 29. Jan. 1966        | 19. Dez. 1967                         | Herb Wallerstein    | Martin A. Ragaway                 | ZDF                                      |
| Jeannie möchte Tony auf eine dreiwöchige dienstliche Kreuzfahrt nach Rom begleiten. Sie hat anfangs Angst das Schiff könnte sinken, um Tony davon abzuhalten. Jeannie versucht Roger auf ihre Seite zu bringen, um Tony die Reise auszureden. Doch Roger ist erfreut über Tonys Pläne, hofft er doch auf diese Weise Jeannies Zauberkräfte für sich währenddessen nutzen zu können. Doch dann macht ihm NASA-Psychiater Dr. Bellows einen Strich durch die Rechnung, denn er schickt ihn mit Tony auf die Reise. Tony willigt schließlich ein das Jeannie mitkommt, aber nur wenn sie es schafft ohne ihre Magie einen legalen Pass zu bekommen, sonst muss sie mit ihm in ihrer Flasche reisen. Anmerkung: Bei der deutschen Erstausstrahlung trug die Folge noch den Titel 'Ein Unglück kommt selten allein'. Sie musste später neu synchronisiert werden, da die ursprüngliche Synchronfassung nicht mehr sendefähig war.                             |           |                                  |                                                 |                      |                                       |                     |                                   |                                          |
| 20 | 20        | Roger kommt unter’s Messer       | My Master, the Doctor                           | 5. Feb. 1966         | 10. Mai 1998                          | Hal Cooper          | Sidney Sheldon                    | Comedy & Co                              |
| Roger braucht eine Blinddarmoperation. Jeannie lässt Tonys Traum Arzt zu werden wahr werden und versetzt ihn in Rogers Operationssaal. Als Roger Tony erkennt, ist er verständlicherweise gegen die Operation. Dr. Bellows kommt zudem hinzu und beginnt zu vermuten, dass Tony sich als Arzt ausgibt. Er erzählt es General Petterson der skeptisch ist. Als Dr. Bellows General Petterson in den Operationssaal bringt, um Tony zu entlarven, blinzelt Jeannie Tony gerade noch rechtzeitig heraus. Gaststars: Maureen McCormick erscheint als weibliche Patientin im Krankenhaus. Peter Leeds tritt als Patient auf, der Jeannie unerwünschte Annäherungsversuche macht. Jane Dulo tritt als Krankenschwester auf. |           |                                  |                                                 |                      |                                       |                     |                                   |                                          |
| 21 | 21        | Kein Glück, Charlie              | Jeannie and the Kidnap Caper                    | 12. Feb. 1966        | 11. Mai 1998                          | Hal Cooper          | Sidney Sheldon                    | Comedy & Co                              |
| Tony hat das Gefühl, dass Jeannie ihm mit ihrer Magie zu sehr im Haushalt hilft, und lässt sie schwören, „Kein Glück, Charlie“ zu sagen, wenn er sie jemals um Hilfe bittet. Da sie den Schwur geleistet hat, kann sie ihrem Meister nicht mehr helfen. Sein Timing könnte nicht schlechter sein, denn er wird sofort von mörderischen chinesischen Spionen gefangen genommen, die unbedingt die Pläne für ein streng geheimes Projekt haben wollen. Jeannie erzählt Roger, was passiert ist, und er erzählt es Dr. Bellows, der ihm natürlich nicht glaubt. Jeannie rettet Tony, indem sie Roger vorübergehend zu ihrem Meister macht. Gaststars: James Hong als Chan, Richard Loo als Wong |           |                                  |                                                 |                      |                                       |                     |                                   |                                          |
| 22 | 22        | Einmal Millionär sein            | How Lucky Can You Get?                          | 19. Feb. 1966        | 12. Mai 1998                          | Claudio Guzman      | Sidney Sheldon                    | Comedy & Co                              |
| Um ihre kürzliche Beförderung zum Major zu feiern, verbringen Tony und Roger Zeit in Reno (Nevada), nachdem sie dort einige Vorträge gehalten haben. Roger glaubt, dass Jeannie seine Glücksfee ist und er mit ihrer Hilfe beim Glücksspiel zum Multimillionär wird. Er schmuggelt sie mit auf die Reise, um Tony im Casino dabei in Schwierigkeiten zu bringen. |           |                                  |                                                 |                      |                                       |                     |                                   |                                          |
| 23 | 23        | Das Golfturnier                  | Watch the Birdie                                | 26. Feb. 1966        | 13. Mai 1998                          | Hal Cooper          | Sidney Sheldon                    | Comedy & Co                              |
| Als Jeannie ihrem Meister mit ihrem Blinzeln einen tollen Golfschlag beibringt, ist General Peterson so beeindruckt, dass er Tony zu seinem Partner für ein Spiel gegen einen langjährigen Rivalen macht. Tony ist entschlossen, die Herausforderung ohne Hilfe zu meistern, merkt aber bald, dass Jeannie sein Hole-in-One sein könnte. Gaststars: Golfprofi Jerry Barber tritt als er selbst auf, Ray Teal als Admiral Tugwell und Herbert Anderson als Commander Davis. |           |                                  |                                                 |                      |                                       |                     |                                   |                                          |
| 24 | 24        | Der unerwünschte Hausgast        | The Permanent House Guest                       | 5. März 1966         | 14. Mai 1998                          | Hal Cooper          | Sidney Sheldon                    | Comedy & Co                              |
| Dr. Bellows ist sich sicher, dass er in Tonys Schlafzimmer einen Elefanten gesehen hat, aber als er mit General Peterson zurückkehrt, ist alles normal. Entschlossen, die Existenz von Magie in Tonys Haus und seine eigene geistige Gesundheit zu beweisen, macht sich Dr. Bellows zu Tonys neuem Mitbewohner. In der Nacht spielt Jeannie Dr. Bellows einige Streiche und er verlässt das Haus verängstigt. |           |                                  |                                                 |                      |                                       |                     |                                   |                                          |
| 25 | 25        | Das Geheimnis der Kristallkugel  | Bigger than a Bread Box and Better than a Genie | 12. März 1966        | 15. Mai 1998                          | Claudio Guzman      | Sidney Sheldon                    | Comedy & Co                              |
| Tony ist von der neuen Frau in Rogers Leben, Madame Zolta, einer hellsichtigen Wahrsagerin, alles andere als beeindruckt. Tony plant, sie als Betrügerin zu entlarven und organisiert eine Séance in der Nachbarschaft. Gaststars: Col. Chuck Yeager hat einen Gastauftritt, ebenso wie Jorja Curtright (alias Mrs. Sidney Sheldon) und Natalie Leeb als Sidneys Mutter. |           |                                  |                                                 |                      |                                       |                     |                                   |                                          |
| 26 | 26        | Ein echter Rembrandt?            | My Master, the Great Rembrandt                  | 19. März 1966        | 16. Mai 1998                          | Claudio Guzman      | Sidney Sheldon                    | Comedy & Co                              |
| Jeannie will, dass Tonys Gemälde bei einer Wohltätigkeitsauktion gut abschneidet, verwandelt seine Rembrandt-Kopie in ein echtes Gemälde. Dr. Van Weesen (Jonathan Hole) und Dean Geller (Booth Colman), beide Kunstexperten, versuchen, sich gegenseitig für Tonys Gemälde zu überbieten, da sie es für echt halten. Dr. Bellows beschuldigt Tony entweder der Fälschung oder des Diebstahls und lässt einen weiteren Experten aus dem Louvre einfliegen. Jeannie gibt sich als Expertin aus und holt Tony aus der Patsche. Dreharbeiten: 11. Januar 1966 |           |                                  |                                                 |                      |                                       |                     |                                   |                                          |
| 27 | 27        | Die Pantoffel aus Bukistan       | My Master, the Thief                            | 2. Apr. 1966         | 17. Mai 1998                          | Claudio Guzman      | Robert Kaufman, Sidney Sheldon    | Comedy & Co                              |
| Jeannie stiehlt ein Paar Pantoffeln aus einem Museum, die ihr vor 2000 Jahren gehörten. Tony sagt, sie müsse sie zurückgeben sonst käme er ins Gefängnis und die USA hätten das Land, aus dem sie stammen, beleidigt. Zunächst weigert sie sich, aber schließlich hilft sie ihm die Schuhe zurück ins Museum zu bringen, ohne dass er es weiß. |           |                                  |                                                 |                      |                                       |                     |                                   |                                          |
| 28 | 28        | Jeannie schwört Rache            | This Is Murder                                  | 9. Apr. 1966         | 18. Mai 1998                          | Hal Cooper          | Sidney Sheldon                    | Comedy & Co                              |
| Tony wird gebeten, die zu Besuch weilende Prinzessin Tarji (Gila Golan) drei Tage lang zu eskortieren, aber der Auftrag wird zu einer königlichen Qual, als Jeannie ein Bild der Frau sieht und erkennt, dass ihre Familien seit 3000 Jahren verfeindet sind - und dass sie per Eid verpflichtet ist, sie zu töten. Um die Prinzessin zu retten, schickt Tony Jeannie mit so umfangreichen Aufgaben um die Welt, dass sie die drei Tage ihres Besuchs verpassen wird. Jeannie kommt früher zurück und findet die Prinzessin in Tonys Haus vor. Tony erfindet eine Geschichte, dass die Prinzessin adoptiert wurde, damit Jeannie sie in Ruhe lässt. Gaststar: Vic Tayback erscheint als Turhan, der Sekretär der Prinzessin. |           |                                  |                                                 |                      |                                       |                     |                                   |                                          |
| 29 | 29        | Tony geht in die Luft            | My Master, the Magician                         | 23. Apr. 1966        | 19. Mai 1998                          | Hal Cooper          | Sidney Sheldon                    | Comedy & Co                              |
| Dr. Bellows sieht Tony auf einem Stuhl schlafen, der über dem Boden schwebt. Als er um eine Erklärung gebeten wird, sagt Tony, er sei ein Amateurzauberer, daraufhin soll er für die NASA eine Zaubershow vorführen. Dr. Bellows holt den professionellen Zauberer Nestor den Großen zu der Show, um Tony zu beobachten und zu erklären, wie er schwebt. Jeannie lässt Tony schweben, und als Nestor sagt, dass kein Mensch das kann, lässt Jeannie ihn ebenfalls schweben. |           |                                  |                                                 |                      |                                       |                     |                                   |                                          |
| 30 | 30        | Der Gedächtnisschwund            | I’ll Never Forget What’s Her Name               | 7. Mai 1966          | 20. Mai 1998                          | Hal Cooper          | Sidney Sheldon                    | Comedy & Co                              |
| Tony teilt Jeannie mit, dass er eine Freundin seiner Tante aus Denver ausführen muss, Miss Francine Gordon. Tony wird jedoch von einer Vase getroffen und erleidet daraufhin eine Amnesie und denkt Jeannie ist Francine und verliebt sich auf der Stelle in sie. Jeannie hofft, dass er ihr trotz Rogers Einwänden einen Heiratsantrag machen wird. Anmerkung: Diese Episode sollte eigentlich das Serienfinale darstellen, da NBC nicht dachte, dass die Serie auf eine zweite Staffel kommen würde. Allerdings wurde aufgrund des Erfolges die Serie weitergeführt. |           |                                  |                                                 |                      |                                       |                     |                                   |                                          |

### Staffel 2: 1966–67 (31 Episoden)
| Nr. (ges.) | Nr. (St.) | Deutscher Titel                        | Originaltitel                                        | Erstausstrahlung USA | Deutschsprachige Erstausstrahlung (D) | Regie          | Drehbuch                             | Sender deutschsprachige Erstausstrahlung |
| --- | --------- | -------------------------------------- | ---------------------------------------------------- | -------------------- | ------------------------------------- | -------------- | ------------------------------------ | ---------------------------------------- |
| 31 | 1         | Die falsche Flasche                    | Happy Anniversary                                    | 12. Sep. 1966        | 20. Okt. 1970                         | Claudio Guzman | Sidney Sheldon                       | ZDF                                      |
| Um ihren ersten Jahrestag zu feiern, lässt Jeannie Tony auf derselben einsamen Insel landen, auf der er sie ursprünglich gefunden hat. Tony findet eine weitere Flasche mit dem bösen blauen Dschinn (Michael Ansara) darin. Er war derjenige, der sie 2.000 Jahre zuvor in ihre Flasche eingesperrt hat. Er will Tony töten. Jeannie bringt Tony zurück nach Hause, aber der Dschinn folgt ihr. Tony gelingt es ihn zu fangen. Anmerkungen: In der originalen US-Version ist die erste Begegnung zwischen Jeannie und Tony tatsächlich nur ein Jahr her. Da das ZDF diese Episode jedoch erst gegen Ende der Serie ausstrahlte, wurde der Text für die deutsche Synchronisation dementsprechend umgeschrieben und gesagt es wäre der dritte Jahrestag. |           |                                        |                                                      |                      |                                       |                |                                      |                                          |
| 32 | 2         | Sonntags immer                         | Always on Sunday                                     | 19. Sep. 1966        | 14. Jan. 1969                         | Hal Cooper     | Sidney Sheldon                       | ZDF                                      |
| Jeannie ist fest entschlossen ihrem Meister die wohlverdiente Ruhe zu gönnen und macht jeden Tag zum Sonntag damit niemand arbeiten muss. Tony ist nicht glücklich darüber, was sie getan hat und da sie befürchtet, dass nichts was sie tut richtig ist und sie es Tony nie recht machen kann, geht sie. Aber sie hat vergessen den Kalender wieder normal ablaufen zu lassen. In der Hoffnung, dass sie ihn hören kann, sagt Tony, dass es ihm leid tut und Jeannie kehrt zurück. |           |                                        |                                                      |                      |                                       |                |                                      |                                          |
| 33 | 3         | Mein Meister, der Kunstsammler         | My Master, the Rich Tycoon                           | 26. Sep. 1966        | 7. Nov. 1988                          | Claudio Guzman | Sidney Sheldon                       | Sat.1                                    |
| Jeannie nimmt einen Mann namens Harry Huggins (Paul Lynde) auf, der sich über das Haus ihres Herrn und seinen Geschmack lustig macht. In der Hoffnung Tony besser aussehen zu lassen, lässt sie mehrere wertvolle Kunstwerke und mehrere Diener erscheinen. Harry stellt sich als Vertreter des Finanzamtes vor. Im Gespräch mit Dr. Bellows sagt Harry, er halte Tony für den Kopf eines internationalen Schmugglerrings. Bevor Tony in echte Schwierigkeiten gerät tauscht Jeannie alle Kunstwerke gegen Fälschungen aus. Gaststar: Maurice Dallimore (ohne Namensnennung) erscheint als „Professor Preever“, ein Kunstexperte. Dreharbeiten: 11. Januar 1966 |           |                                        |                                                      |                      |                                       |                |                                      |                                          |
| 34 | 4         | Der Wetterfrosch                       | My Master, the Rainmaker                             | 3. Okt. 1966         | 1. Apr. 1969                          | Claudio Guzman | Sidney Sheldon                       | ZDF                                      |
| Durch Jeannies fehlgeleitete Versuche zu helfen, glaubt Dr. Bellows, dass Tony das Wetter nach Belieben verändern kann. Ein Sgt. Ben Roberts (Steve Ihnat) fragt Tony, ob er das Wetter ändern könne, um der Farm seines Bruders zu helfen. Jeannie hört das und lässt es auf der Farm regnen, bevor sie ihre Familie für eine Weile besuchen geht. Das einzige Problem ist, dass der Regen nicht aufhört und die Stadt überschwemmt wird. |           |                                        |                                                      |                      |                                       |                |                                      |                                          |
| 35 | 5         | Mein Meister blickt durch              | My Wild Eyed Master                                  | 10. Okt. 1966        | 8. Nov. 1988                          | Hal Cooper     | Sidney Sheldon                       | Sat.1                                    |
| Tony überanstrengt sich die Augen, während er für einen suborbitalen Flug lernt. Dr. Bellows befiehlt ihm am nächsten Morgen einen Sehtest zu machen, wenn er am nächsten NASA-Projekt teilnehmen will. Indem Jeannie erneut versucht ihm zu helfen, gibt sie ihrem Meister Röntgenaugen bzw. macht ihn anschließend fast blind. |           |                                        |                                                      |                      |                                       |                |                                      |                                          |
| 36 | 6         | Ein Hundeleben                         | What’s New, Poodle Dog?                              | 17. Okt. 1966        | 21. Jan. 1969                         | Hal Cooper     | Sidney Sheldon                       | ZDF                                      |
| Roger erzählt Jeannie, dass er für Tony und sich selbst ein Doppeldate mit zwei Schönheitsköniginnen arrangiert hat. Bevor Roger es Tony sagen kann, verwandelt Jeannie ihn in einen französischen Pudel. Roger wird von einem Hundefänger gefangen und ins Tierheim gebracht. Tony holt erst den falschen (eine große Dogge) dann den richtigen Hund für viel Geld aus dem Tierheim, um ihn ins Büro zu bringen. Dr. Bellows will den Pudel ins Weltall schicken. Jeannie verwandelt ihn zurück. Tony und Roger sind mit den Schönheitsköniginnen verabredet, aber Jeannie verwandelt die Mädchen als sie ankommen in Hunde. Gaststar: Dick Wilson als Mr. Wimple, der im Tierheim arbeitet. |           |                                        |                                                      |                      |                                       |                |                                      |                                          |
| 37 | 7         | Sag’s mit Schüssen                     | The Fastest Gun in the East                          | 24. Okt. 1966        | 23. Jan. 1968                         | Hal Cooper     | Sidney Sheldon                       | ZDF                                      |
| Als Tony im Fernsehen einen Western sieht, sehnt er sich nach den Tagen als ein Mann stark sein musste, um zu überleben. Jeannie tut ihm den Gefallen und macht ihn zum Sheriff von „Gopher Junction“, einer alten Westernstadt. Tony muss versuchen Eddie Sheridan (Eddie Firestone) zu helfen, einem Mann, der zu Unrecht verurteilt wurde. Einige Männer wollen ihn lynchen, um an sein Land und sein Vieh zu kommen. Gaststars: Hoyt Axton erscheint als Bull, einer der Bösewichte, Whit Bissell als Horace Sedgwick, der Bankier der Stadt und Rädelsführer der Bösewichte. Anmerkung: Erste in Farbe gedrehte Folge (Dreharbeiten am 27. Januar 1966 abgeschlossen) |           |                                        |                                                      |                      |                                       |                |                                      |                                          |
| 38 | 8         | Gelegenheit macht Liebe                | How to Be a Genie in 10 Easy Lessons                 | 31. Okt. 1966        | 16. Jan. 1968                         | Hal Cooper     | Sidney Sheldon                       | ZDF                                      |
| Tony beschwert sich, dass Jeannie ihn ständig in Schwierigkeiten bringt. Sie entgegnet, sie habe noch nicht viel Übung darin ein Flaschengeist zu sein. Roger ist neidisch, weil Tony mit der bezaubernden Jeannie zusammenlebt. Deshalb denkt er sich ein gemeines Intrigenspiel aus und überzeugt Tony, dass „Die Märchen aus Tausendundeine Nacht“ ein gutes Handbuch dafür wäre, wie sich ein Flaschengeist gegenüber seinem Meister verhalten sollte. Tony rät Jeannie es zu lesen, aber er wusste nicht, dass es darin um Geschichten von Flaschengeistern geht die ihre Meister quälen. |           |                                        |                                                      |                      |                                       |                |                                      |                                          |
| 39 | 9         | Liebe und Eifersucht                   | Who Needs a Green Eyed Jeannie?                      | 7. Nov. 1966         | 9. Nov. 1988                          | Hal Cooper     | Sidney Sheldon                       | Sat.1                                    |
| Jeannies Eifersucht nimmt überhand als Tony darauf besteht eine Verabredung mit einem alten Freund einzuhalten den Jeannie für eine Frau hält. Sie blinzelt und Tony findet sich für eine Nacht in seinem Wohnzimmer im Gefängnis wieder. Am nächsten Tag erfährt sie, dass es ein Mann war den Tony versetzt hat und sie sagt, dass sie ihm von nun an glauben wird. Tony hat ihr eine Falle gestellt, weil er an diesem Abend ein Date mit einer alten Flamme hat. Es stellt sich heraus, dass die alte Freundin mit einem Mafioso (Ted de Corsia) verheiratet ist, der auftaucht und Tony umbringen will. |           |                                        |                                                      |                      |                                       |                |                                      |                                          |
| 40 | 10        | Wie alt ist das Flaschenkind (Teil 1)  | The Girl Who Never Had a Birthday, Part 1            | 14. Nov. 1966        | 30. Jan. 1968                         | Claudio Guzman | Sidney Sheldon                       | ZDF                                      |
| Als Tony für den Geburtstag seines Freundes Roger etwas vorbereitet, erzählt Jeannie ihm, dass sie nie eine Geburtstagsfeier hatte, da sie nicht weiß wann sie geboren wurde. Tony schickt sie nach Hause, um es herauszufinden, aber alle ihre Verwandten erinnern sich, dass sie in einem anderen Monat geboren wurde. Jeannie ist so traurig, dass sie ihren Geburtstag nicht kennt, dass sie anfängt mit den Füßen voran zu verschwinden. Tony und Roger versuchen den neuen Supercomputer ERIC dazu zu bringen Jeannies Geburtstag herauszufinden. Gerade als sie die Antwort erhalten kommt Dr. Bellows herein und nimmt die Anzeige mit dem Datum heraus. |           |                                        |                                                      |                      |                                       |                |                                      |                                          |
| 41 | 11        | Wie alt ist das Flaschenkind (Teil 2)  | The Girl Who Never Had a Birthday, Part 2            | 21. Nov. 1966        | 6. Feb. 1968                          | Claudio Guzman | Sidney Sheldon                       | ZDF                                      |
| Mit ihren geschwächten Kräften ist Jeannie in Tonys Schreibtisch auf der Arbeit gefangen. Dr. Bellows lässt sein Büro streichen und möchte deshalb Tonys Büro benutzen. Roger unternimmt einen weiteren Versuch den Computer ERIC dazu zu bringen Jeannies Geburtstag herauszufinden. Roger bekommt die Antwort wird aber sofort auf eine Überlebensmission in Alaska geschickt. Tony schmeißt für Jeannie eine Vorgeburtstagsfeier zu der sie berühmte Leute aus der Vergangenheit einlädt. |           |                                        |                                                      |                      |                                       |                |                                      |                                          |
| 42 | 12        | Kleine Lügen erhalten die Freundschaft | How Do You Beat Superman                             | 28. Nov. 1966        | 13. Feb. 1968                         | Claudio Guzman | Sidney Sheldon                       | ZDF                                      |
| Während die American-Football-Saison in vollem Gange ist, klebt Tony ständig vor dem Fernseher. Jeannie merkt, dass sie etwas tun muss, um seine Aufmerksamkeit zu erregen und beschließt Tony eifersüchtig zu machen. Sie beschwört den romantischen „Tony Millionär“ (Mike Road) herauf, um den Job zu erledigen. Tony Millionär scheint in jeder Hinsicht perfekt zu sein und Tony wird langsam aber sicher sehr eifersüchtig. Bis Tony eines Abends zufällig sieht wie Jeannie den anderen Tony herbeizaubert. Daraufhin erzählt er Jeannie, dass er die ganze Zeit wusste, dass der andere Tony eine Fälschung war und dass er nicht so dumm ist. |           |                                        |                                                      |                      |                                       |                |                                      |                                          |
| 43 | 13        | Einmal und nie wieder                  | My Master, the Great Caruso                          | 5. Dez. 1966         | 20. Feb. 1968                         | Hal Cooper     | Sidney Sheldon                       | ZDF                                      |
| Tony erzählt Jeannie, dass die Luftwaffe jedes Jahr eine TV-Talentshow veranstaltet an der Teilnehmer aus allen Stützpunkten teilnehmen. Jeannie besteht darauf das Tony teilnimmt, da sie eine Trophäe für den Kaminsims brauchen. Trotz seines mangelnden Talents „hilft“ Jeannie ihm wieder, indem sie ihm das Äquivalent zu Enrico Carusos Opernstimme gibt. General Peterson meldet ihn für den NASA-Talentwettbewerb an. Leider hat Jeannie versprochen, ihm nie wieder die Stimme von Caruso zu geben. Aber sie hat nicht versprochen, ihm nicht die Stimme eines anderen zu geben. Roger verrät als Jeannies Geburtstag den 1. April. |           |                                        |                                                      |                      |                                       |                |                                      |                                          |
| 44 | 14        | Lieben auf einen Streich               | The World’s Greatest Lover                           | 12. Dez. 1966        | 28. Jan. 1969                         | Hal Cooper     | Sidney Sheldon                       | ZDF                                      |
| Als Roger eine Verabredung mit Tony und Jeannie absagt, vermutet Jeannie, dass Roger selbst nicht in der Lage war, eine Verabredung zu bekommen. Jeannie macht Roger daraufhin für alle Frauen unwiderstehlich, auch für Mrs. Bellows (Emmaline Henry), was dazu führt, dass Dr. Bellows versucht, Roger auf die Aleuten zu schicken. |           |                                        |                                                      |                      |                                       |                |                                      |                                          |
| 45 | 15        | Millionäre werden nicht böse           | Jeannie Breaks the Bank                              | 19. Dez. 1966        | 10. Nov. 1988                         | Hal Cooper     | Sidney Sheldon                       | Sat.1                                    |
| Tony kann Roger nicht beim Kauf eines Segelboots unterstützen, weil ihm das Geld fehlt. Jeannie geht mit Tony zur Bank, um ihm zu helfen Geld für seinen Anteil zu leihen. Sie bringt Tony in Schwierigkeiten, indem sie 3 Millionen Dollar auf sein Weihnachtsclub-Konto einzahlt. Gaststar: John McGiver als Wilfred, der Kreditgeber der Bank. |           |                                        |                                                      |                      |                                       |                |                                      |                                          |
| 46 | 16        | Erziehung ist ein Kinderspiel          | My Master, the Author                                | 26. Dez. 1966        | 5. März 1968                          | Dick Goode     | Sidney Sheldon                       | ZDF                                      |
| Jeannie möchte ein Buch über Kinderbetreuung schreiben. Nachdem sie Tonys Erlaubnis eingeholt hat, schreibt sie es, schickt es an einen Verlag und das Buch wird ein Bestseller. Allerdings hat Jeannie Tonys Namen als Autor angegeben, was ein großer Fehler war. Infolgedessen muss er auf den widerspenstigen Neffen von Doktor Bellow und die unglaublich schüchterne Enkelin Gina (Kimberly Beck) von General Peterson aufpassen, die sich weigert zu sprechen. Gaststar: Butch Patrick hat eine Gastrolle als Richard. |           |                                        |                                                      |                      |                                       |                |                                      |                                          |
| 47 | 17        | Wünschen will gelernt sein             | The Greatest Invention in the World                  | 9. Jan. 1967         | 15. Sep. 1970                         | Hal Cooper     | Sidney Sheldon                       | ZDF                                      |
| Nachdem Roger versehentlich einen freien Wunsch von Jeannie benutzt, um einen Fleck auf Tonys Uniform zu reinigen, wird die Uniform unempfindlich gegen Risse, Flecken, Schnitte oder Verbrennungen. Dr. Bellows wird Zeuge dieses Wunders und versucht General Peterson davon zu überzeugen, zerstört aber immer wieder die Uniformen des Generals. General Peterson beschließt Dr. Bellows nach Island zu schicken. Jeannie gelingt es die Dinge wieder in Ordnung zu bringen. Gaststar: Groucho Marx als er selbst |           |                                        |                                                      |                      |                                       |                |                                      |                                          |
| 48 | 18        | An der NASA herumgeführt               | My Master, the Spy                                   | 16. Jan. 1967        | 9. Jan. 1968                          | Hal Cooper     | Sidney Sheldon                       | ZDF                                      |
| Jeannie möchte der Überarbeitung von Tony entgegenwirken und erschafft ganz einfach einen zweiten Tony der an einer NASA-Sitzung teilnehmen soll. Dr. Bellows verdächtigt Tony ein Spion zu sein, als dieser erkennt das Tony zur gleichen Zeit in Paris mit Jeannie zu Mittag aß und an der Sitzung teilnahm. Er platziert ein Mikrofon in Tonys Büro. Roger und Tony finden es und vermuten, dass es Spione in der NASA gibt. In der Hoffnung sie zu erwischen, arrangiert Tony am Abend ein fingiertes Treffen in einem Lagerhaus. General Peterson und Dr. Bellows tauchen auf und Dr. Bellows beschuldigt Tony, ein Spion-Double zu sein. Als Dr. Bellows General Peterson den Beweis zeigt, ein Foto von Tony in Paris, tauscht Jeannie das Bild aus. |           |                                        |                                                      |                      |                                       |                |                                      |                                          |
| 49 | 19        | Liebe geht durch den Wagen             | You Can’t Arrest Me… I Don’t Have a Driver’s License | 23. Jan. 1967        | 12. März 1968                         | Hal Cooper     | Sidney Sheldon                       | ZDF                                      |
| Jeannie fährt ohne Erlaubnis mit Tonys Auto und ausgerechnet in einer Einbahnstraße in die falsche Richtung, wo sie von Streifenpolizist Don Anderson (Alan Hewitt) angehalten wird und einen Strafzettel erhält. Tony versucht Jeannie das Fahren beizubringen und sie macht den gleichen Fehler. Streifenpolizist Anderson ist wieder da, Jeannie verschwindet und Tony bekommt diesmal den Strafzettel. Roger und Tony gehen vor Gericht, um den Strafzettel anzufechten und mit Jeannies Hilfe gewinnen sie. Gaststar: Herb Vigran tritt als Richter Hennessey auf. |           |                                        |                                                      |                      |                                       |                |                                      |                                          |
| 50 | 20        | Eine Jeannie und zwei Flaschen         | One of Our Bottles is Missing                        | 30. Jan. 1967        | 14. Nov. 1988                         | Claudio Guzman | Sidney Sheldon                       | Sat.1                                    |
| Nachdem Mrs. Bellows die Flasche von Jeannie im Haus von Tony gesehen hat, nimmt sie mit Ermutigung ihres Mannes die Flasche grob an sich. Als sie eine Kopie anfertigen lässt, werden sie im Laden verwechselt und sie nimmt die echte Flasche mit Jeannie darin mit nach Hause. Tony und Roger brechen in das Haus ein, um sie zurückzuholen. Als Dr. Bellows früher nach Hause kommt, tut Tony so, als sei er schlafwandelnd gewesen, um die Flasche zu bekommen. Anmerkungen: Das Haus der Bellows, Außenansicht sowie Interieur, wurde auch für Verliebt in eine Hexe benutzt. Die DVD-Veröffentlichung enthält einen rekonstruierten Soundtrack mit einer neuen Lachspur. |           |                                        |                                                      |                      |                                       |                |                                      |                                          |
| 51 | 21        | Tony, bleib bei deinen Leisten         | My Poor Master, the Civilian                         | 6. Feb. 1967         | 4. Feb. 1969                          | Hal Cooper     | Sidney Sheldon                       | ZDF                                      |
| Nachdem Tony widerwillig einen Job in der Privatwirtschaft (Leitung einer Raketenfabrik) angenommen hat, der einen Umzug nach Columbia mit sich bringt, schauen Roger und Jeannie in seine Zukunft, die sehr erfolgreich ist (z. B. hübsche Sekretärinnen). Aus Jeannies Eifersucht gaukeln sie ihm aber vor, dass es schrecklich sein wird, aber er nimmt den Job trotzdem an, da er glaubt, dass die Luft- und Raumfahrtindustrie ihn braucht. Roger und Jeannie denken sich einen anderen Plan aus, der funktioniert. Anmerkungen: Das Büro, welches in der Zukunft gezeigt wird, ist dasselbe Büro, indem auch Darrin aus Verliebt in eine Hexe arbeitet. Das grüne Kostüm, welches Barbara Eden in einer Szene trägt, wird später verwendet, wenn Eden Jeannies Schwester spielt. Die DVD-Veröffentlichung enthält einen rekonstruierten Soundtrack mit einer neuen Lachspur. |           |                                        |                                                      |                      |                                       |                |                                      |                                          |
| 52 | 22        | Aller Abschied ist schwer              | There Goes the Best Genie I Ever Had                 | 20. Feb. 1967        | 8. Apr. 1969                          | Hal Cooper     | Sidney Sheldon                       | ZDF                                      |
| Tony ist misstrauisch warum Jeannie so nett ist und findet heraus, dass heute der „Tag des Haji“ ist. An diesem Tag kann ein Meister seinen Flaschengeist wegwünschen. Tony beschließt, das zu tun, merkt aber, dass er einen schrecklichen Fehler gemacht hat. Anmerkung: Dies ist eine Clip-Show aus älteren Folgen. |           |                                        |                                                      |                      |                                       |                |                                      |                                          |
| 53 | 23        | Ein Zwilling kommt selten allein       | The Greatest Entertainer in the World                | 27. Feb. 1967        | 27. Feb. 1968                         | Claudio Guzman | Sidney Sheldon                       | ZDF                                      |
| Tony braucht Sammy Davis Jr. als Entertainer für General Petersons 10-jähriges Jubiläum bei der NASA, aber er ist bereits gebucht. Jeannie kommt zur Rettung, indem sie ein Duplikat von Sammy erstellt. |           |                                        |                                                      |                      |                                       |                |                                      |                                          |
| 54 | 24        | Alles für die Katz                     | My Incredible Shrinking Master                       | 6. März 1967         | 19. März 1968                         | Claudio Guzman | Sidney Sheldon                       | ZDF                                      |
| Jeannie hat einen Alptraum, dass Tony etwas Schreckliches zustoßen wird. Sie hat Angst, weil ihre Träume immer wahr werden. Als Jeannie Tony hilft, einen Motor zu verkleinern, schrumpft sie versehentlich auch ihn. Während sie den Tag mit Einkaufen verbringt, wird Tony von einer Katze bedroht. Gaststar: Milton Frome tritt als Lebensmittelhändler auf. |           |                                        |                                                      |                      |                                       |                |                                      |                                          |
| 55 | 25        | Wer will unter die Piraten?            | My Master, the Pirate                                | 13. März 1967        | 11. Feb. 1969                         | Claudio Guzman | Sidney Sheldon                       | ZDF                                      |
| Als Tony Jeannie erzählt, dass er auf der Suche nach einem versunkenen Schatz ist, schickt sie Tony und sich in der Zeit zu Kapitän Kidds Schiff zurück. Auf dem Schiff wird eine britische Aristokratin namens Lady Diane Nelson (Elaine Devry) gefangen gehalten. Da sie eine von Tonys Vorfahren ist, muss er ihr das Leben retten, sonst würde er aufhören zu existieren. Die drei schaffen es, das Schiff zu verlassen und auf eine Insel zu gelangen. Die Piraten verfolgen sie dahin. Jeannie beschwört Kapitän Fenwick (Digby Wolfe) und einige britische Soldaten herauf, bevor sie Tony zurück nach Hause „blinzelt“. |           |                                        |                                                      |                      |                                       |                |                                      |                                          |
| 56 | 26        | Eine Sekretärin für General Peterson   | A Secretary is Not a Toy                             | 20. März 1967        | 15. Nov. 1988                         | Claudio Guzman | Sidney Sheldon                       | Sat.1                                    |
| Jeannie wird General Petersons Sekretärin, weil sie hofft, Peterson dazu bringen zu können, Tony zum General zu machen. Dr. Bellows glaubt, sie wiederzuerkennen und hält sie für eine Spionin, da sie eine Sicherheitsüberprüfung nicht bestanden hat. Amos Lincoln (Bing Russell) von der C.I.A. taucht auf, weil es nirgendwo eine Akte über Jeannie gibt. Tony bringt Jeannie mit einem Trick dazu aufzugeben, dass er General wird, denn er sagt ihr, dass Generäle verheiratet sein müssen. |           |                                        |                                                      |                      |                                       |                |                                      |                                          |
| 57 | 27        | Jeannie will heiraten                  | There Goes the Bride                                 | 27. März 1967        | 16. Nov. 1988                         | Larry Hagman   | Sidney Sheldon                       | Sat.1                                    |
| Jeannie will Tony heiraten. Sie belegt ihn mit einem Liebeszauber, obwohl sie von Haji (Abraham Sofaer), dem Meister aller Geister, gewarnt wurde, dass dies verboten ist. In Las Vegas sorgt Haji dafür, dass Tony mehrere Unfälle erleidet, die nur rückgängig gemacht werden können, wenn der Liebeszauber von ihm genommen wird. Als Jeannie merkt, dass sie ihre Kräfte verloren hat, um Tony zu helfen, nimmt sie den Bann auf. Gaststars: Jonathan Hole tritt als Hotelangestellter auf und Jack Bailey als einer der Ärzte, die Tony behandeln sollen. |           |                                        |                                                      |                      |                                       |                |                                      |                                          |
| 58 | 28        | Napoleon ist selbst dran schuld        | My Master, Napoleon’s Buddy                          | 3. Apr. 1967         | 26. März 1968                         | Claudio Guzman | Sidney Sheldon                       | ZDF                                      |
| Als Jeannie erfährt, dass Tony einen Vortrag über Napoleon halten wird, schickt sie die beiden in dessen Zeit zurück, um ihn zu treffen. Nachdem er mit Napoleon darüber gesprochen hat, nicht in Russland einzumarschieren, hält Napoleon Tony für einen Spion und gerade deshalb in Russland einmarschieren, da er denkt es wäre schwach. Während Tony in einem Kerker sitzt, versucht Jeannie, Napoleon davon zu überzeugen, dass Tony recht hatte. Die Sache geht nicht gut aus und als Tony hingerichtet werden soll, bringt Jeannie die beiden nach Hause zurück. Gaststar: Danielle De Metz tritt als Josephine auf. |           |                                        |                                                      |                      |                                       |                |                                      |                                          |
| 59 | 29        | Wie soll das weitergehen?              | The Birds and Bees Bit                               | 10. Apr. 1967        | 2. Apr. 1968                          | Larry Hagman   | Sidney Sheldon                       | ZDF                                      |
| Tony erfährt, dass Genies ihre Kräfte verlieren, wenn sie eine Sterbliche heiraten und macht Jeannie einen Heiratsantrag. Jeannie und Roger lassen Haji (Abraham Sofaer) in die Zukunft sehen und finden heraus, dass es die perfekte Ehe sein wird. Nachdem Roger herausgefunden hat, dass Tony sich viele Kinder wünscht, ruft Jeannie Haji erneut zu sich und erfährt, dass ihre Tochter ein Flaschengeist sein wird. Da Jeannie es Tony nicht gesagt hat, tut Haji es und die Hochzeit wird abgesagt. |           |                                        |                                                      |                      |                                       |                |                                      |                                          |
| 60 | 30        | Backe, backe, Kuchen                   | My Master, the Swinging Bachelor                     | 17. Apr. 1967        | 1. Sep. 1970                          | Hal Cooper     | Sidney Sheldon                       | ZDF                                      |
| Ein verdächtiger Dr. Bellows lädt sich selbst zum Abendessen in Tonys Haus ein. Tony glaubt, dass er nach Jeannie sucht und bittet sie mit ihm auszugehen. Als Tony Kathryn Golato (Bridget Hanley), eine frühere Freundin, bittet, das Abendessen zu kochen, wird Jeannie eifersüchtig und manipuliert das Essen, damit es schlecht schmeckt. Dann kreiert sie einen Kuchen, bei dem sich alle wie Kinder verhalten. |           |                                        |                                                      |                      |                                       |                |                                      |                                          |
| 61 | 31        | Die Jagd-Party                         | The Mod Party                                        | 24. Apr. 1967        | 22. Juli 1969                         | Claudio Guzman | Douglas M. Dick, Peggy Chantler Dick | ZDF                                      |
| Roger beschließt eine Mod-Party zu veranstalten und lädt Tony und Jeannie ein. Sie vergessen, dass dies mit einem von Dr. Bellows anberaumten Treffen kollidiert und sagen, dass sie auf die Jagd gehen werden. Mrs. Bellows erfährt von der Party, als Jeannie ein Kleid kaufen geht. Als Dr. und Mrs. Bellows zu der Party gehen, um Tony und Roger zur Rede zu stellen, steckt Jeannie sie in römische Jagdkleidung und sie müssen im Regen campen. Gaststar: Dabney Coleman als Kapitän Dan Yardley |           |                                        |                                                      |                      |                                       |                |                                      |                                          |

### Staffel 3: 1967–68 (26 Episoden)
| Nr. (ges.) | Nr. (St.) | Deutscher Titel                          | Originaltitel                               | Erstausstrahlung USA | Deutschsprachige Erstausstrahlung (D) | Regie          | Drehbuch                                | Sender deutschsprachige Erstausstrahlung |
| --- | --------- | ---------------------------------------- | ------------------------------------------- | -------------------- | ------------------------------------- | -------------- | --------------------------------------- | ---------------------------------------- |
| 62 | 1         | Sam                                      | Fly Me to the Moon                          | 12. Sep. 1967        | 17. Nov. 1988                         | Hal Cooper     | Robert Marcus                           | Sat.1                                    |
| Tony und Roger trainieren einen Schimpansen namens Sam für den ersten Flug zum Mond. Jeannie verwandelt ihn in einen Menschen (Larry Storch von F Troop). Als sie ihn zurückverwandeln will, verwandelt sie versehentlich Tony in einen Schimpansen. Nachdem Jeannie aus dem Schönheitssalon zurückgekehrt ist, erzählt Roger ihr was passiert ist und sie verwandelt Sam und Tony wieder in sich selbst zurück. Gaststars: Judy Pace als Empfangsdame im Schönheitssalon. Parley Baer als General Whiston. Howard Morton als Mr. Sidney, ein Kosmetiker. |           |                                          |                                             |                      |                                       |                |                                         |                                          |
| 63 | 2         | Meine Schwester, das Biest               | Jeannie or the Tiger                        | 19. Sep. 1967        | 11. März 1969                         | Hal Cooper     | James Henerson                          | ZDF                                      |
| Jeannie beschließt, nachdem sie über 200 Jahre lang ihre Schwester (die ebenfalls Jeannie heißt) nicht gesehen hat, sie zu einem Besuch einzuladen. Als Jeannie II das Bild von Tony bemerkt, beschließt sie, Jeannie in ihrer Flasche zu fangen und ihren Platz einzunehmen, um ihren geliebten Meister zu stehlen. Jeannie II hofft ihn in einen internationalen Playboy zu verwandeln, der sie in die ganze Welt mitnimmt. Die beiden Schwestern streiten sich um Tony, bis Jeannie den Meister von Jeannie II heraufbeschwört, um sie zu bestrafen. |           |                                          |                                             |                      |                                       |                |                                         |                                          |
| 64 | 3         | Die Diamantenbucht                       | The Second Greatest Con Artist in the World | 26. Sep. 1967        | 18. März 1969                         | Claudio Guzman | Allan Devon                             | ZDF                                      |
| Während Jeannie und Tony auf Hawaii sind, versucht ein Betrüger (Milton Berle), der sich als wohlhabender Mr. Vanderhaven ausgibt, Jeannies Skarabäusnadel, die sie von Tutanchamun erhalten hat, im Tausch gegen Diamanten zu bekommen, die angeblich am Strand von Diamond Head gefunden wurden. Nachdem Tony Jeannie davon überzeugt hat, dass sie betrogen wurde, geht sie zurück und betrügt den Betrüger. Gaststars: Fred Clark tritt als der echte Mr. Vanderhaven auf. Der stellvertretende Regisseur Hal Cooper tritt als „Eddie“ auf. |           |                                          |                                             |                      |                                       |                |                                         |                                          |
| 65 | 4         | Der Laie wundert sich                    | My Turned-On Master                         | 3. Okt. 1967         | 25. März 1969                         | Hal Cooper     | Dennis Whitcomb                         | ZDF                                      |
| Um ihr Versprechen zu halten bei einem Pressebankett keine Probleme zu verursachen, verspricht Jeannie, dass sie 24 Stunden lang ohne Magie leben kann, und beweist dies, indem sie ihre Kräfte auf jemanden überträgt. Dieser Jemand ist Tony. Jeannie erzählt Tony schließlich, was sie getan hat, aber nicht bevor er die Kräfte versehentlich auf Dr. Bellows übertragen hat. Gaststar: Pedro Gonzalez Gonzalez als Pedro |           |                                          |                                             |                      |                                       |                |                                         |                                          |
| 66 | 5         | Mein Meister, der Schwächling            | My Master, the Weakling                     | 10. Okt. 1967        | 21. Nov. 1988                         | Claudio Guzman | Ron Freedman                            | Sat.1                                    |
| Commander Kiski (Don Rickles) ist ein harter Fitnessfanatiker, der Tony und Roger bis zur Erschöpfung trainiert. Jeannie mildert Kiski, indem sie ihm die Persönlichkeit seiner Tante verleiht. Gaststars: Harry Harvey Sr. tritt als General Powlett auf, David Soul als Pfleger |           |                                          |                                             |                      |                                       |                |                                         |                                          |
| 67 | 6         | Beat gefällig?                           | Jeannie, the Hip Hippie                     | 17. Okt. 1967        | 4. März 1969                          | Hal Cooper     | Christopher Golato                      | ZDF                                      |
| Dr. Bellows sagt Tonys Campingurlaub ab, als seine Frau keine Band findet, die bei einer Veranstaltung spielt. Damit Tony seinen Urlaub nicht verpasst, wählt Jeannie vier Jungs aus (Tommy Boyce und Bobby Hart sowie William Lewis und Steve O’Reilly) und lässt sie mit ihrer Magie spielen. Anmerkung: Phil Spector, der in dieser Folge als „Steve Davis“ bezeichnet wird, hat einen Gastauftritt als er selbst. Boyce und Hart spielen auch „Out and About“, das 1967 Platz 39 der Billboard Hot 100 erreichte. |           |                                          |                                             |                      |                                       |                |                                         |                                          |
| 68 | 7         | Astronaut oder Filmstar                  | Everybody’s a Movie Star                    | 31. Okt. 1967        | 22. Nov. 1988                         | Claudio Guzman | Mark Rowane                             | Sat.1                                    |
| Regisseur Allen Kerr (Paul Lynde, der bereits in Staffel 2 Folge 3 als Vertreter des Finanzamtes auftrat) beschließt, eine Dokumentation über Tony und Roger zu drehen. Während der Dreharbeiten schauspielert Roger ständig. Er belauscht ein Gespräch zwischen Kerr und Dr. Bellows und denkt, dass es bei der Diskussion über Tonys Starqualitäten um ihn selbst geht, so dass er noch mehr übertreibt und Starallüren entwickelt. |           |                                          |                                             |                      |                                       |                |                                         |                                          |
| 69 | 8         | Sage mir, wer ich bin!                   | Who Are You Calling a Jeannie               | 7. Nov. 1967         | 29. Juli 1969                         | Hal Cooper     | Marty Roth                              | ZDF                                      |
| Während Tony eine Führung bei der NASA gibt, unterbricht Jeannie ihn, um ihm zu zeigen, wie sie das Haus umgestalten will. Bevor sie sich aus dem Staub machen kann, wird sie versehentlich von Dr. Bellows mit der Tür an den Kopf geschlagen. Daraufhin verliert sie ihr Gedächtnis und wird ins Krankenhaus gebracht, wo sie von einem zwielichtigen Anwalt (Richard Deacon) verfolgt wird. Tony und Roger versuchen daraufhin ihr zu helfen ihr Gedächtnis wiederzuerlangen, indem sie sie davon überzeugen, dass sie ein Flaschengeist ist. Sie verwandelt Dr. Bellows daraufhin in eine Maus. Er wird mit einer Maus verwechselt, die in eine Rakete gesetzt werden soll die zum Mars fliegt. Tony und Roger versuchen nicht nur Jeannies Gedächtnis wiederzuerlangen, sondern auch Bellows wieder in einen normalen Menschen zu verwandeln, bevor er ins All fliegt. |           |                                          |                                             |                      |                                       |                |                                         |                                          |
| 70 | 9         | Mammie go home                           | Meet My Master’s Mother                     | 14. Nov. 1967        | 5. Aug. 1969                          | Claudio Guzman | Marlene Fanta Shyer                     | ZDF                                      |
| Tonys exzentrische Mutter (Spring Byington) kommt zu Besuch und erklärt, sie wolle bleiben. Das stößt bei Jeannie nicht auf Gegenliebe, zumal sie an seiner Haushaltsführung etwas auszusetzen hat. Jeannie versucht mit allen möglichen Tricks sie loszuwerden. Tonys Mutter offenbart, dass der Hauptgrund für ihr Kommen darin besteht, ihren Sohn zu verheiraten. Erst nachdem sie die blonde, alleinstehende Jeannie kennengelernt hat, willigt sie ein zu gehen. |           |                                          |                                             |                      |                                       |                |                                         |                                          |
| 71 | 10        | Konkurrenz für Jeannie                   | Here Comes Bootsie Nightingale              | 21. Nov. 1967        | 12. Aug. 1969                         | Hal Cooper     | Paul West                               | ZDF                                      |
| Jeannie wird eifersüchtig, als Dr. Bellows Tony beauftragt, die Schauspielerin Bootsie Nightingale (Carol Wayne) zu einem Benefizempfang zu begleiten. Als Tony Bootsie abholen will, verändert Jeannie seine Stimme, damit er wie eine Comicfigur klingt. Dann geht sie mit Roger zu dem Empfang. Tonys Stimme ist wieder normal und Bootsie will ihre Verlobung mit Tony bekannt geben. Aber Jeannie spielt ihr ein paar Streiche, um dies zu verhindern. Gaststar: Jesse White tritt als Bootsies Manager auf. |           |                                          |                                             |                      |                                       |                |                                         |                                          |
| 72 | 11        | Eine Frau für Tony                       | Tony’s Wife                                 | 28. Nov. 1967        | 23. Nov. 1988                         | Claudio Guzman | Christopher Golato                      | Sat.1                                    |
| Jeannies Schwester will Tony für sich und erzählt Jeannie, dass sie unter dem Zeichen des Unheils geboren wurde und Tony für 15 Jahre verlassen muss. Jeannie versucht für Tony eine Frau zu finden, die sich um ihn kümmert und stellt ihm Helen Wheeler (Shannon Farnon) vor. Tony trifft sich weiterhin mit Helen, trotz der Streiche von Jeannie II. Als Tony und Jeannie erkennen, dass Jeannie II sie ausgetrickst hat, schmieden sie einen Plan, um sie zu fangen. |           |                                          |                                             |                      |                                       |                |                                         |                                          |
| 73 | 12        | Bankraub ohne Führerschein               | Jeannie and the Great Bank Robbery          | 5. Dez. 1967         | 18. Feb. 1969                         | Larry Hagman   | Seaman Jacobs, Fred Fox, James Henerson | ZDF                                      |
| Als Tony einen wichtigen Bericht für die NASA fertigstellen muss, versucht er Jeannie loszuwerden, indem er sie bittet jemand anderem zu helfen. Am Ende hilft sie leichtgläubig zwei Männern bei einem Banküberfall und benutzt dabei Tonys Auto als Fluchtfahrzeug. Nachdem die Polizei das Auto zu Tony zurückverfolgt hat, bittet er Jeannie die Sache zu klären. Jeannie hilft daraufhin den Bankräubern auch noch in den Tresor einzubrechen, da sie denkt die Räuber geben das Geld zurück. Mit Jeannies Hilfe gelingt es Tony letztendlich die Gauner zu fassen. Gaststars: Die zwei Ganoven sind Severn Darden als Milton und Mike Mazurki als Girard. |           |                                          |                                             |                      |                                       |                |                                         |                                          |
| 74 | 13        | Haji’s Sohn                              | My Son, the Genie                           | 12. Dez. 1967        | 24. Nov. 1988                         | Claudio Guzman | Bill Richmond                           | Sat.1                                    |
| Am Tag an dem Jeannie den Auftrag erhält bei der Ausbildung eines ungeschickten jungen Flaschengeistes namens Harold (Bob Denver von Gilligan's Island) zu helfen, erfährt Tony, dass der amerikanische Präsident Lyndon B. Johnson zum Abendessen kommt. Ein Flaschengeist ist schon schwierig genug, aber zwei sind noch viel nervenaufreibender. Ob er nun fegt oder den Salat schwenkt, Harold kann scheinbar nichts richtig machen. |           |                                          |                                             |                      |                                       |                |                                         |                                          |
| 75 | 14        | Wiedersehen in Honolulu                  | Jeannie Goes To Honolulu                    | 26. Dez. 1967        | 28. Nov. 1988                         | Claudio Guzman | Mark Rowane                             | Sat.1                                    |
| Tony lügt Jeannie an, dass er zum Nordpol fährt, um dort ein Überlebenstraining zu absolvieren, aber stattdessen fährt er nach Hawaii. Als Jeannie das herausfindet, erfindet Tony die Geschichte, dass er eine Prinzessin Eleanor (Brenda Benet) vor ein paar bösen Jungs beschützt. Roger verrät Jeannie, dass die Prinzessin in Wirklichkeit die Tochter des Admirals ist. Jeannie spielt Tony daraufhin ein paar Streiche. Gaststar: Don Ho als er selbst |           |                                          |                                             |                      |                                       |                |                                         |                                          |
| 76 | 15        | Der König von Hawaii                     | The Battle of Waikiki                       | 2. Jan. 1968         | 29. Nov. 1988                         | Hal Cooper     | Marty Roth                              | Sat.1                                    |
| Nachdem Tony gesagt hat, dass er gerne mit König Kamehameha (Michael Ansara) sprechen würde, blinzelt Jeannie ihn in die Gegenwart. Enttäuscht von dem was er sieht, versucht Kamehameha eine Armee aufzustellen, um Hawaii zurückzuerobern. |           |                                          |                                             |                      |                                       |                |                                         |                                          |
| 77 | 16        | Jeannie und die Mondsafeknacker (Teil 1) | Genie, Genie, Who’s Got the Genie Part 1    | 16. Jan. 1968        | 19. Aug. 1969                         | Claudio Guzman | James Henerson                          | ZDF                                      |
| Jeannie versteckt sich in einem Tresor, der für den Mondflug am nächsten Tag bestimmt ist, und wird dort eingeschlossen, als Tony versehentlich die Tür schließt. Tony und Roger wissen, dass Jeannie sich nicht allein aus geschlossenen Räumen befreien kann, daher beginnt ein Wettlauf gegen die Zeit den Tresor zu öffnen. Tony und Roger heuern, da sie es sich nicht selber zutrauen, einen Tresorknacker (Edward Andrews) und dessen Helfer (Lou Antonio) an, um Jeannie zu befreien. Diese richten aber auch nichts aus. Glücklicherweise landet der Tresor nicht auf der Mondrakete. Gaststar: Jack Smith tritt als Kongressabgeordneter Widdicomb auf. |           |                                          |                                             |                      |                                       |                |                                         |                                          |
| 78 | 17        | Jeannie und die Mondsafeknacker (Teil 2) | Genie, Genie, Who’s Got the Genie Part 2    | 23. Jan. 1968        | 26. Aug. 1969                         | Claudio Guzman | James Henerson                          | ZDF                                      |
| Es stellt sich heraus, dass Roger die Kisten vertauscht hat und der Tresor nicht zum Mond fliegt. Der Tresorknacker und sein Helfer stehlen den Tresor, aber als sie herausfinden, dass er explodiert, wenn sie die Kombination falsch eingeben, bezahlen sie eine Pfandleiherin (Reta Shaw), um ihn loszuwerden. Diese schickt ihn dann auf einen Schrottplatz, um ihn zu verschrotten. Tony glaubt, dass alles vorbei ist, als er denkt, dass der Tresor zertrümmert wurde, aber er ist vom Förderband gefallen und wurde nicht beschädigt. Nachdem sie ihn zurückbekommen haben, versuchen Tony und Roger, den Schöpfer des Tresors (Ned Wertimer) dazu zu bringen, ihn zu öffnen. Er sagt aber, nur der Präsident der Vereinigten Staaten kenne die Kombination. Gaststar: Susan Howard tritt als Miss Temple, die Telefonistin, auf.                                   |           |                                          |                                             |                      |                                       |                |                                         |                                          |
| 79 | 18        | Jeannie und die Mondsafeknacker (Teil 3) | Genie, Genie, Who’s Got the Genie Part 3    | 30. Jan. 1968        | 30. Nov. 1988                         | Hal Cooper     | James Henerson                          | Sat.1                                    |
| Als Jeannies Schwester herausfindet, dass Jeannie im Tresor eingeschlossen ist, sorgt sie dafür, dass die Abkommandierungsorte zwischen Tony und einem anderen Astronauten (Mike Farrell) getauscht werden und Tony in den Nahen Osten geschickt wird. Als er in Bagdad nach dem Obergenie Haji sucht, nimmt sie Tony gefangen und sperrt ihn in einen Vogelkäfig. Als Roger versucht Tony zu retten, wird auch er in den Vogelkäfig gesperrt. Ihr eigener Herr Habib (Ted Cassidy) kommt ihr auf die Schliche und zwingt sie, die beiden freizulassen. |           |                                          |                                             |                      |                                       |                |                                         |                                          |
| 80 | 19        | Jeannie und die Mondsafeknacker (Teil 4) | Genie, Genie, Who’s Got the Genie Part 4    | 6. Feb. 1968         | 2. Sep. 1969                          | Hal Cooper     | James Henerson                          | ZDF                                      |
| Als Tony erfährt, dass die NASA einen Experten (Benny Rubin) beauftragt, den Tresor zu öffnen, tarnt er ihn als Eiswagen und nimmt ihn mit nach Hause. Roger versucht, den Experten aufzuhalten, damit Tony den Tresor öffnen kann, aber er schafft es trotzdem zur NASA. Sie finden heraus, dass der Tresor in ein paar Stunden explodieren wird, also bringt Tony ihn zum Tresor, um ihn zu öffnen. Es gelingt ihnen die Bombe zu entschärfen, aber dann erschrecken sie den Experten so, dass er denkt der Timer sei wieder angelaufen, um ihn zum Gehen zu bewegen. Jeannie wurde bewusstlos geschlagen und kann nicht durch die gebohrten Löcher entkommen, so dass Tony die Kombination herausfindet und den Tresor öffnet und Jeannie befreit. Gaststar: Ron Māsak als Joe, der Eismann.                                                                             |           |                                          |                                             |                      |                                       |                |                                         |                                          |
| 81 | 20        | Das Ernährungs-Experiment                | Please Don’t Feed the Astronauts            | 13. Feb. 1968        | 1. Dez. 1988                          | Hal Cooper     | Ron Friedman                            | Sat.1                                    |
| Tony und Roger werden von dem Ernährungsexperten Commander Porter (Paul Lynde) bis zur Erschöpfung getestet. Jeannie versucht ihnen zu helfen, indem sie ihnen mehr Energie gibt. Dies veranlasst Porter mit den beiden ohne Vorräte auf die Schädelinsel zu gehen. Sie sollen sich selber aus der Natur versorgen. Um ihnen zu helfen blinzelt Jeannie ein Dorf mit „freundlichen“ Eingeborenen herbei, das von ihrem Cousin Hamid (Ted Cassidy) angeführt wird. Porter hält das alles für eine Fata Morgana als Hamid ihn umbringen will. Nach ihrer Rückkehr verlangt Porter, dass sie auf die Insel zurückkehren und Tony und Roger erklären, wie sie überlebt haben. |           |                                          |                                             |                      |                                       |                |                                         |                                          |
| 82 | 21        | Wem die Geisterstunde schlägt            | My Master, the Ghostbreaker                 | 20. Feb. 1968        | 25. Feb. 1969                         | Hal Cooper     | Christopher Golato                      | ZDF                                      |
| Als Tony erfährt, dass er ein englisches Schloss von seinem Großonkel geerbt hat, nimmt er Jeannie und Roger mit, um es zu besichtigen. Der skrupellose Immobilienmakler James Ashley (Jack Carter), der das Schloss auch an Sir Widgin Willingham (Ronald Long) verkauft hat, versucht Tony aus dem Schloss zu vertreiben, indem er ihn glauben lässt, dass es dort spukt. Gaststar: Leslie Randall tritt als Chauncy Smedley, der Butler, auf. |           |                                          |                                             |                      |                                       |                |                                         |                                          |
| 83 | 22        | Scheidung à la Jeannie                   | Divorce, Jeannie Style                      | 27. Feb. 1968        | 5. Dez. 1988                          | Hal Cooper     | James Henerson                          | Sat.1                                    |
| Um Tony zu beweisen, dass sie auch ohne Magie zurechtkommt, lässt sie sich von Haji eine Woche lang ihre Kräfte nehmen. Leider sieht Mrs. Bellows sie und denkt, dass Jeannie und Tony heimlich verheiratet sind und ist entsetzt, dass sie in einem Haremskostüm herumläuft und ihn Meister nennt. Sie kommt zu dem Schluss, dass Tony ein tyrannischer Ehemann ist. Sie beschließt, dass Jeannie sich scheiden lassen soll. Als Jeannie versucht Mrs. Bellows und ihrem Anwalt zu erklären, dass sie ein Flaschengeist ist, halten sie sie für verrückt. Gaststar: Woodrow Parfrey tritt als Mr. Murdock auf, Jeannies Scheidungsanwalt. |           |                                          |                                             |                      |                                       |                |                                         |                                          |
| 84 | 23        | Die Probe aufs Exempel                   | My Double-Crossing Master                   | 5. März 1968         | 22. Sep. 1970                         | Hal Cooper     | Mark Rowane                             | ZDF                                      |
| Tony schließt mit Roger eine Wette ab, dass Jeannie sich nie in einen anderen Mann verlieben würde. Das führt dazu, dass Tony sich als britischer Offizier verkleidet und sie um ein Date bittet. Jeannie durchschaut Tonys Verkleidung und spielt mit, was Tony ziemlich eifersüchtig macht. |           |                                          |                                             |                      |                                       |                |                                         |                                          |
| 85 | 24        | Das Parfüm                               | Have You Ever had a Jeannie Hate You        | 12. März 1968        | 6. Dez. 1988                          | Claudio Guzman | Allan Devon                             | Sat.1                                    |
| Aufgrund der Einmischung ihrer heimtückischen Schwester Jeannie II hasst Jeannie Tony so sehr, dass sie ihn umbringen möchte, ist aber in Roger verliebt. Jeannie II prahlt vor Tony damit, dass sie einen Hasstrank benutzt hat, um Jeannie gegen ihn aufzubringen und einen Liebestrank für Roger. Tony schnappt sich die Tränke, findet Jeannie und kehrt die Zaubersprüche um. |           |                                          |                                             |                      |                                       |                |                                         |                                          |
| 86 | 25        | Ein Paar für den Mond                    | Operation: First Couple on the Moon         | 19. März 1968        | 7. Dez. 1988                          | Claudio Guzman | Arthur Julian                           | Sat.1                                    |
| Tony möchte nicht dem ersten Paar auf dem Mond zugeteilt werden, da er befürchtet, mit einer langweiligen Intellektuellen zusammenzuarbeiten. Jeannies böse Schwester Jeannie II gibt sich als Dr. Rita Walters aus und tritt gegen Professor Henrietta Swanson Kathryn Reynolds an, um Tonys Partnerin zu werden. Mit Hilfe ihrer Kräfte gewinnt Jeannie II den Platz. Sobald Tony herausfindet, wer Dr. Walters wirklich ist, schmiedet er einen Plan, um sie loszuwerden. Am Ende beendet Dr. Bellows die Mission. Gaststar: William Smith als Turk Parker, Henriettas Verlobter. |           |                                          |                                             |                      |                                       |                |                                         |                                          |
| 87 | 26        | Ich komme mir so bekannt vor!            | Haven’t I Seen Me Someplace Before          | 26. März 1968        | 14. Okt. 1969                         | Claudio Guzman | Marty Roth                              | ZDF                                      |
| Jeannie erfüllt Roger einen Wunsch zum Geburtstag. Roger wünscht sich versehentlich in Tony's zu Haut zu stecken, um an der Trailblazer I-Mission teilnehmen zu können. Die beiden tauschen ihre Körper, behalten aber ihre Stimme und merken es nicht sofort. Roger ist der Einzige, der den Wunsch rückgängig machen kann. Jeannie und Tony müssen versuchen, Roger zu finden, bevor er Tonys Platz bei der Mission einnimmt. Dabei müssen sie Dr. Bellows und General Peterson davon abzuhalten, die Wahrheit herauszufinden. |           |                                          |                                             |                      |                                       |                |                                         |                                          |

### Staffel 4: 1968–69 (26 Episoden)
| Nr. (ges.) | Nr. (St.) | Deutscher Titel                     | Originaltitel                                      | Erstausstrahlung USA | Deutschsprachige Erstausstrahlung (D) | Regie          | Drehbuch           | Sender deutschsprachige Erstausstrahlung |
| --- | --------- | ----------------------------------- | -------------------------------------------------- | -------------------- | ------------------------------------- | -------------- | ------------------ | ---------------------------------------- |
| 88 | 1         | Die Marsmenschen                    | U-F-Ohh Jeannie                                    | 16. Sep. 1968        | 8. Dez. 1988                          | Hal Cooper     | Marty Roth         | Sat.1                                    |
| Tony und Roger testen ein Versuchsflugzeug, das einer fliegenden Untertasse ähnelt. Als Jeannie einsteigt, führt ihr Gewicht dazu, dass das Flugzeug weit vom Kurs abkommt. Eine Familie von Hinterwäldlern (J. Pat O’Malley und Kathleen Freeman) hält sie für Marsmenschen und hofft, sie gegen eine Belohnung zur NASA zu bringen. Gaststars: William Bassett als Clem und Lisa Gaye als Daisy Lou |           |                                     |                                                    |                      |                                       |                |                    |                                          |
| 89 | 2         | Mutters Geheimrezept                | Jeannie and the Wild Pipchicks                     | 23. Sep. 1968        | 12. Dez. 1988                         | Claudio Guzman | James Henerson     | Sat.1                                    |
| Jeannies Mutter schickt Jeannie einiges Konfekt, die „Pipchicks“ genannt werden. Als Tony eines davon isst, gewinnt er unglaubliche Kräfte. Als Dr. Bellows ebenso einen isst, versucht er Tony dazu zu bringen das Rezept an die NASA-Diätassistentin Col. Abigail Finch (Reta Shaw) weiterzugeben. Aber Tony sagt, dass es kein richtiges Rezept gibt, nur eine Prise von diesem und eine Prise von jenem. Tony erhält den Auftrag, eine neue Ladung Pipchicks herzustellen, aber Jeannies Mutter kreuzt sie mit einem anderen Rezept. Nach dem Verzehr bringt dieses Konfekt die verborgenen Hemmungen der Person zum Vorschein. |           |                                     |                                                    |                      |                                       |                |                    |                                          |
| 90 | 3         | Jeannie ist der Zeit voraus         | Tomorrow is Not Another Day                        | 7. Okt. 1968         | 9. Sep. 1969                          | Hal Cooper     | Bruce Howard       | ZDF                                      |
| Als früh die Tageszeitung nicht kommt, blinzelt Jeannie eine herbei. Leider ist es die Zeitung des nächsten Tages, in der eine Schlagzeile steht, dass sich ein NASA-Astronaut ein Bein gebrochen hat. Aber es wird nicht gesagt, welcher Astronaut. Tony und Jeannie machen sich auf den Weg, um Roger zu suchen, weil sie denken, dass er es sein könnte. Roger, der den Sportteil übernommen hat, beschließt mit dieser Information auf Pferde zu wetten. Gaststar: Rosey Grier als Sam, Rogers Masseur |           |                                     |                                                    |                      |                                       |                |                    |                                          |
| 91 | 4         | Abdullah                            | Abdullah                                           | 14. Okt. 1968        | 13. Dez. 1988                         | Claudio Guzman | Marty Roth         | Sat.1                                    |
| Jeannie erklärt sich bereit auf ihren kleinen Neffen Abdullah (gespielt von Barbara Edens leiblichem Sohn Matthew Ansara) aufzupassen, während seine Eltern in den Flitterwochen sind. Sie erklärt sich auch bereit, deren Platz für den Hausherrn einzunehmen und überlässt es Tony und Roger, sich um Abdullah zu kümmern. Gaststar: Jane Dulo tritt als Krankenschwester auf. |           |                                     |                                                    |                      |                                       |                |                    |                                          |
| 92 | 5         | Der Gebrauchtwagenhändler: ratlos   | Have You Heard the One About the Used Car Salesman | 4. Nov. 1968         | 23. Sep. 1969                         | Hal Cooper     | James Henerson     | ZDF                                      |
| Nachdem Jeannie Tonys Auto zu Schrott gefahren hat, wird es zum Gebrauchtwagenhändler Carl Tucker (Carl Ballantine) gebracht, um es reparieren zu lassen. Tucker versucht, Jeannie zu betrügen, indem er ihr das beschädigte Auto abkauft und dann versucht, sie dazu zu bringen, es zu einem höheren Preis zurückzukaufen. Jeannie erteilt ihm eine Lektion, während er einen Fernsehspot dreht. Gaststars: Bob Hastings als Homer Banks, Amanda Bellows' Cousin, der Jeannie unerwünschte Avancen macht. Henry Beckman tritt als Polizist auf. Anmerkung: Bob Hastings, Carl Ballantine und Henry Beckman spielten alle in McHale's Navy (1962–1966) mit (Beckman nur in der vierten Staffel). |           |                                     |                                                    |                      |                                       |                |                    |                                          |
| 93 | 6         | Der unsichtbare Hund                | Djinn-Djinn, Go Home                               | 11. Nov. 1968        | 14. Dez. 1988                         | Hal Cooper     | James Henerson     | Sat.1                                    |
| Als Amanda Bellows im Haus von Major Nelson Gegenstände für ihre Wohltätigkeitsauktion abholt, findet sie einen freundlichen kleinen streunenden Hund, den sie gerne adoptieren würde. Es stellt sich heraus, dass es sich um Jeannies Hund, Djinn-Djinn, handelt, der zu seinem Frauchen nach Hause gekommen ist. Zu Djinn-Djinns Lieblingstricks gehört es, sich zur Unzeit unsichtbar zu machen und unsichtbare Angriffe auf jeden zu starten, der eine Militäruniform trägt (wie Tony, Roger, Dr. Bellows und General Peterson). |           |                                     |                                                    |                      |                                       |                |                    |                                          |
| 94 | 7         | Tony ist der Stärkste               | The Strongest Man in the World                     | 18. Nov. 1968        | 16. Sep. 1969                         | Claudio Guzman | Ray Singer         | ZDF                                      |
| Als Jeannie ihre Magie einsetzt, um Tony dabei zu helfen, einige Rowdys auszuschalten, wird er daraufhin zu einem Boxwettkampf der Militärstreitkräfte gegen einen Marinesoldat verpflichtet. Vor dem Kampf wird Jeannie in einem Spind eingesperrt und kann Tony nicht mehr helfen. Er wird arg zugerichtet bis Jeannie freikommt. Gaststars: Richard X. Slattery als General Hamilton, Jerry Quarry als er selbst, „Slapsie Maxie“ Rosenbloom als er selbst, Pepper Martin erscheint als der Marinesoldat Killer Culligan. |           |                                     |                                                    |                      |                                       |                |                    |                                          |
| 95 | 8         | Jeannie ist die Beste               | The Indispensable Jeannie                          | 25. Nov. 1968        | 7. Okt. 1969                          | Claudio Guzman | James Henerson     | ZDF                                      |
| Tony und Roger müssen eine Woche zusammen in Tonys Haus verbringen, um ihre Teamfähigkeit zu testen. Jeannie wird weggeschickt, also stellt sie das Haus auf Automatik und erfüllt den beiden jeden ausgesprochenen Wunsch. Als Dr. Bellows erfährt, dass die beiden sich nicht so gut verstehen und ständig streiten, beschließt er, dass sie als Team getrennt werden sollten. Jeannie sorgt dafür, dass sich Dr. Bellows und seine Frau streiten und so erkennt er, dass man sich streiten und trotzdem zusammenbleiben kann. Gaststar: Roger Garrett als Joe |           |                                     |                                                    |                      |                                       |                |                    |                                          |
| 96 | 9         | Geheimkurier Tony                   | Jeannie and the Top Secret Secret                  | 2. Dez. 1968         | 30. Sep. 1969                         | Hal Cooper     | Searle Kramer      | ZDF                                      |
| Während ihres dritten gemeinsamen Jahrestages wird Major Nelson beauftragt einen streng geheimen NASA-Film an das Pentagon zu liefern. Dr. Bellows ruft Tony an und gibt ihm die Anweisung, sich mit einem Sergeant Marion (Joseph V. Perry) zu treffen, der ihm den Film geben wird. Jeannie belauscht ihn und glaubt, er treffe eine junge Frau und tauscht den Film aus. Dies führt dazu, dass Tony und Dr. Bellows in Schwierigkeiten geraten. Gaststar: Sabrina Scharf tritt als die Frau auf, von der Jeannie glaubt, dass Tony mit ihr ausgeht. Anmerkung: Vinton Hayworth spielt General Watson, übernimmt aber bald die wiederkehrende Rolle des General Schaeffer als Nachfolger von General Peterson. |           |                                     |                                                    |                      |                                       |                |                    |                                          |
| 97 | 10        | Die Liebesschule                    | How To Marry an Astronaut                          | 9. Dez. 1968         | 15. Dez. 1988                         | Hal Cooper     | James Henerson     | Sat.1                                    |
| Jeannie II kehrt zurück und sagt, dass sie ihrer Schwester helfen kann Tony zur Heirat zu bewegen. Sie zeigt ihr wie einfach es ist einen Mann ohne die Hilfe von Magie zu bekommen. Jeannie II benutzt Roger als ihr Versuchskaninchen. Schließlich bringt sie Roger dazu, ihr einen Heiratsantrag zu machen und als Jeannie versucht die gleiche Technik bei Tony anzuwenden, scheitert sie kläglich. Es stellt sich jedoch heraus, dass dies nur ein weiterer Plan von Jeannie II ist, um Tony endlich in ihre Fänge zu bekommen. |           |                                     |                                                    |                      |                                       |                |                    |                                          |
| 98 | 11        | Der neue Psychiater                 | Dr. Bellows Goes Sane                              | 16. Dez. 1968        | 19. Dez. 1988                         | Richard Kinon  | James Henerson     | Sat.1                                    |
| Dr. Bellows stellt ein komplettes Dossier über Tony zusammen, um für General Peterson seinen Fall gegen Tony zu beweisen. Wegen all der phantasievollen Dinge in dem Bericht (die von Jeannie verursacht wurden), hält General Peterson (Barton MacLane) Dr. Bellows für verrückt. General Peterson ersetzt ihn durch den unorthodoxen Psychiater Dr. Corbett (Joe Flynn), der Tony mit Wahrheitsserum und „Hypnosescheibe“ behandeln will, um seine Psyche und seine Geheimnisse zu enthüllen. Tony und Jeannie versuchen immer wieder, Dr. Corbett als geisteskrank darzustellen, aber es geht immer wieder schief. Erst als ein Bär ins Spiel kommt klappt der Plan. Anmerkung: Dies ist der letzte Auftritt von Barton MacLane als General Peterson vor dem Tod von MacLane, der in dieser Rolle posthum in 3 Episoden auftreten sollte. |           |                                     |                                                    |                      |                                       |                |                    |                                          |
| 99 | 12        | Der Hippie des Generals             | Jeannie, My Guru                                   | 30. Dez. 1968        | 28. Juli 1970                         | Claudio Guzman | James Henerson     | ZDF                                      |
| Tonys neuer Vorgesetzter, General Schaeffer (Vinton Hayworth), verachtet Hippies, insbesondere den langhaarigen Harold (Michael Margotta), der sich mit Schaeffers Tochter Suzie (Hilarie Thompson), die Anhängerin der Flower-Power-Bewegung ist, herumtreibt. Als Suzie in Tonys Haus ist, erfährt sie von Jeannie. Suzie erpresst Tony Harold in seinem Haus zu verstecken, sonst wird sie das Geheimnis um Jeannie ausplaudern. Anmerkung: Dies ist der erste Auftritt von General Schaeffer, die Folge wurde 2 Tage vor dem Tod von Barton MacLane, der General Peterson spielte, ausgestrahlt. |           |                                     |                                                    |                      |                                       |                |                    |                                          |
| 100 | 13        | Der doppelte Tony (Teil 1)          | The Case of My Vanishing Master, Part 1            | 6. Jan. 1969         | 11. Aug. 1970                         | Hal Cooper     | James Henerson     | ZDF                                      |
| Da die NASA einen Spion im Raumfahrtprogramm vermutet, schickt sie Tony an einen geheimen Ort, um die Konstruktionsarbeiten an der neuen Raumkapsel abzuschließen. Doch bevor er Jeannie und Roger informieren kann, wird er abtransportiert. Er wird dann durch einen Doppelgänger ersetzt, der nur die Grundlagen kennt und als er bei Tony ankommt, erfährt er aus erster Hand, wie das Leben mit einem Flaschengeist ist. Richtig verrückt wird es, als der Doppelgänger Jeannie für Tonys Freundin hält und ihr versehentlich einen Heiratsantrag macht. Gaststar: Benny Rubin tritt als arabischer Pfarrer auf. |           |                                     |                                                    |                      |                                       |                |                    |                                          |
| 101 | 14        | Der doppelte Tony (Teil 2)          | The Case of My Vanishing Master, Part 2            | 13. Jan. 1969        | 18. Aug. 1970                         | Hal Cooper     | James Henerson     | ZDF                                      |
| Roger findet zufällig heraus, dass Tony durch einen Doppelgänger ersetzt wurde und rast zu Tonys Haus, um zu verhindern, dass der Doppelgänger nicht nur Jeannie heiratet, sondern auch Dr. Bellows von ihr erfährt. Sie sind in beiden Fällen erfolgreich, haben aber immer noch keine Ahnung, wo der echte Tony ist. Es stellt sich jedoch heraus, dass der falsche Tony auch ein Doppelagent ist, der für eine ausländische Macht arbeitet und das Projekt, an dem der echte Tony gearbeitet hat, stehlen soll. Die Dinge werden wirklich kompliziert, als der echte Tony nach Hause zurückkehrt. |           |                                     |                                                    |                      |                                       |                |                    |                                          |
| 102 | 15        | Dann macht der Reiter plumps        | Ride ’Em Astronaut                                 | 27. Jan. 1969        | 25. Aug. 1970                         | Claudio Guzman | James Henerson     | ZDF                                      |
| Nachdem Jeannie die millionste Kundin in einem örtlichen Markt ist, krönt der Marktleiter (Richard Erdman) sie zur Königin des Supermarktes. Charles Akins (John Myhers), der Besitzer des Wild West Rodeo, möchte, dass Jeannie auch die Königin seines Rodeos wird. Tony und Roger verkleiden sich als Cowboys, damit sie Jeannie im Auge behalten können. Versehentlich melden sie sich für die Show an. Die Dinge laufen nicht gut für Tony, bis Jeannie einspringt. Gaststar: Mark Miller tritt als Wild Bill Barrows auf. Anmerkung: Das Ende ist Archivmaterial aus der Episode „Tony's Wife“ aus Staffel 3. |           |                                     |                                                    |                      |                                       |                |                    |                                          |
| 103 | 16        | Unsichtbares Haus zu verkaufen      | Invisible House For Sale                           | 3. Feb. 1969         | 4. Aug. 1970                          | Hal Cooper     | James Henerson     | ZDF                                      |
| Auf Rogers Vorschlag hin beschließt Jeannie, das Haus zu verkaufen, damit Tony mehr Zeit für sie hat. Als eine Frau Winkler kommt, um das Haus zu begutachten, lässt Jeannie es viel größer erscheinen, als es tatsächlich ist. Aber als Tony das herausfindet und ihr sagt, dass er nicht will, dass jemand anderes das Haus sieht, macht sie es unsichtbar. Gaststars: Harold Gould als Irwin Winkler. Joan Tompkins als Mrs. Natalie Winkler. |           |                                     |                                                    |                      |                                       |                |                    |                                          |
| 104 | 17        | Die Frau des Gouverneurs            | Jeannie, the Governor’s Wife                       | 10. Feb. 1969        | 20. Dez. 1988                         | Hal Cooper     | Christopher Golato | Sat.1                                    |
| Jeannie möchte, dass Tony für das Amt des Gouverneurs kandidiert, mit Rogers begeisterter Zustimmung, aber Tony lehnt ab, da er sich nicht für Politik interessiert. Sie lässt in der ganzen Stadt Plakate aufhängen. Dr. Bellows sieht das „Nelson for Governor“-Plakat in Tonys Büro und warnt ihn es loszuwerden, bevor General Peterson davon erfährt. Jeannie lässt eine Nickelodeon-Maschine erscheinen, die die Zukunft voraussagt (zum ersten Mal in „Tony, bleib bei deinen Leisten“ zu sehen) und Tony die jubelnde Menge und die Bewunderung zeigt, die ihm bevorsteht. Aber als die Maschine auch anzeigt, dass Gouverneur Tony eine andere Frau heiratet, schiebt Jeannie dem Ganzen einen Riegel vor. Anmerkung: Dies ist der 1. von 3 posthumen Auftritten von Barton MacLane als General Peterson.                           |           |                                     |                                                    |                      |                                       |                |                    |                                          |
| 105 | 18        | Wenn Flaschengeister sich verlieben | Is There a Doctor in the House?                    | 17. Feb. 1969        | 8. Sep. 1970                          | Oscar Rudolph  | Christopher Golato | ZDF                                      |
| Major Nelson schläft immer wieder ein, wenn jemand pfeift. Jeannie findet heraus, dass ihre Mutter dafür verantwortlich ist und bringt sie dazu, den Zauber rückgängig zu machen, aber nicht bevor sie versehentlich Dr. Bellows die gleiche Krankheit verpasst. Probleme entstehen, als Jeannies Mutter sich in den bewusstlosen Dr. Bellows verliebt. Anmerkung: Dies ist der 2. von 3 posthumen Auftritten von Barton MacLane als General Peterson. |           |                                     |                                                    |                      |                                       |                |                    |                                          |
| 106 | 19        | Prinzessin Armina                   | The Biggest Star in Hollywood                      | 24. Feb. 1969        | 21. Dez. 1988                         | Claudio Guzman | James Henerson     | Sat.1                                    |
| Tony und Dr. Bellows machen eine geheime Reise nach Hollywood. Beim Kleiderkauf mit Tony wird Jeannie von Gary Owens und George Schlatter von Rowan & Martin's Laugh-In entdeckt. Als sie ihren Trick sehen, in einem Spiegel zu erscheinen, wollen sie Jeannie in der Show haben. In der Hoffnung reich und berühmt zu werden, nimmt Roger, der sich als ihr Agent ausgibt, sie als Prinzessin Armina mit nach Hollywood. Gaststars: Sid Melton als Fotograf Doug Reynolds; Gary Owens, George Schlatter, Arte Johnson und Judy Carne als sie selbst. |           |                                     |                                                    |                      |                                       |                |                    |                                          |
| 107 | 20        | Der bissige Porzellanhund           | The Case of the Porcelain Puppy                    | 3. März 1969         | 13. Okt. 1970                         | Claudio Guzman | James Henerson     | ZDF                                      |
| Jeannie übt einen neuen Zauberspruch, der Dinge in Porzellan verwandelt. Sie verwandelt Tonys Hut und seine Aktentasche in Porzellan, die vor dem verblüfften Dr. Bellows zerbrechen. Tony erzählt ihm, dass er das Töpfern zu seinem Hobby gemacht hat. Jeannie verwandelt versehentlich ihren Hund Djinn-Djinn in Porzellan. Amanda Bellows sieht die Hundestatue und will sie haben. Sie holt den Kunstexperten Mr. Farber (Woodrow Parfrey), um sie zu untersuchen. Mr. Farber ist überzeugt, dass das Porzellanstück aus dem 15. Jahrhundert stammt und sehr selten ist. Anmerkung: letzter Auftritt von Barton MacLane als General Peterson. MacLane starb am Neujahrstag 1969 an einer Lungenentzündung. |           |                                     |                                                    |                      |                                       |                |                    |                                          |
| 108 | 21        | Tony vor Gericht                    | Jeannie for the Defense                            | 10. März 1969        | 22. Dez. 1988                         | Hal Cooper     | Bruce Howard       | Sat.1                                    |
| Tony gerät in eine Radarfalle und wird in einer Kleinstadt, in der Roger und er angeln gehen, Opfer eines Betrugs mit Fahrerflucht. Die Crawfords (Kay E. Kuter und Ann Morgan Guilbert), die Insassen des Wagens, täuschen Verletzungen vor und verklagen Tony. Jeannie kommt zu ihrer Rettung. Gaststars: Dick Sargent als Norman Cashman, Tonys Anwalt. J. Pat O’Malley als Richter Elroy Miller. William Bassett als Sam Farrow, der Staatsanwalt. William Bramley als der Polizist. |           |                                     |                                                    |                      |                                       |                |                    |                                          |
| 109 | 22        | Die verhinderte Mondfahrt           | Nobody Loves a Fat Astronaut                       | 17. März 1969        | 27. Dez. 1988                         | Claudio Guzman | Christopher Golato | Sat.1                                    |
| Jeannie II versucht Jeannie und Tony zu trennen, indem sie Dr. Bellows davon überzeugt, dass Tony geistig und körperlich nicht in der Lage ist, zum Mond zu fliegen. Anmerkung: Dies ist der erste Auftritt von General Schaeffer nach dem Tod von Barton MacLane, der General Peterson spielte. General Schaeffer war zuvor in Folge 99 aufgetreten. |           |                                     |                                                    |                      |                                       |                |                    |                                          |
| 110 | 23        | Ein Weltraumschnupfen mit Folgen    | Around the Moon in 80 Blinks                       | 24. März 1969        | 6. Okt. 1970                          | Claudio Guzman | James Henerson     | ZDF                                      |
| Jeannie hat eine Erkältung und überträgt sie auf Tony, indem sie ihn küsst. Die Erkältungssymptome wirken sich negativ auf ihre Kräfte aus. Jeannie blinzelt versehentlich Commander Leslie Wingate (Richard Mulligan) aus ihrer Kapsel, die den Mond umkreist, anstelle von Tony herunter. Dann blinzelt sie erst Tony herunter. Amanda und Dr. Bellows kommen zu Tonys Haus, um es für eine „Welcome Home“-Party zu dekorieren. Zu Hause und bei der NASA müssen Tony und Leslie vermeiden, gesehen zu werden. Jeannie bringt die Männer schließlich zurück zu ihrer Kapsel. |           |                                     |                                                    |                      |                                       |                |                    |                                          |
| 111 | 24        | Jeannie im Nachtclub                | Jeannie-Go-Round                                   | 7. Apr. 1969         | 28. Dez. 1988                         | Claudio Guzman | James Henerson     | Sat.1                                    |
| Jeannie II hofft Tonys Zuneigung zu gewinnen, indem sie ihn glauben lässt, Jeannie würde sich gegen ihn wenden. Jeannie II folgt Tony in die Cocoa Beach Cabana, wo sie als Jeannie vor den Bellows für Aufruhr sorgt. Zu Hause denkt Tony, dass er verrückt wird, weil Jeannie II immer wieder als Jeannie auftaucht, obwohl Tony weiß, dass er Jeannie in ihre Flasche gesteckt hat. Gaststar: Dave Barry tritt als Nachtclub-Komiker auf. |           |                                     |                                                    |                      |                                       |                |                    |                                          |
| 112 | 25        | Kann Agnes fliegen?                 | Jeannie and the Secret Weapon                      | 14. Apr. 1969        | 29. Sep. 1970                         | Leo Garen      | Larry Markes       | ZDF                                      |
| Tony und Roger arbeiten an den Plänen, um ein neues Raumschiff zum Fliegen zu bringen. Jeannie verwandelt das streng geheime Projekt in ein maßstabsgetreues Modell, das tatsächlich mit ihrer Hilfe fliegen kann. Tony sagt ihr, sie solle es loswerden, also gibt sie es einem Jungen (Sheldon Collins) im Park, dessen Vater ein Spielzeugerfinder ist. Tony und Roger werden beschuldigt, Regierungsgeheimnisse zu verkaufen. Sie versuchen das Modell wiederzubekommen. Gaststars: Ron Māsak als MacWhorter, der Erfinder und Vater des Jungen. Richard Schaal als Marvin Oglethorpe, Konstrukteur des Raumschiffs. |           |                                     |                                                    |                      |                                       |                |                    |                                          |
| 113 | 26        | Der Pulitzer-Preis                  | Blackmail Order Bride                              | 12. Mai 1969         | 29. Dez. 1988                         | Claudio Guzman | James Henerson     | Sat.1                                    |
| Nachdem Tony sich weigert auf einer Pressekonferenz Auskunft über sein Privatleben zu geben, verkleidet sich der skrupellose Reporter Charlie Farnum (George Furth) als Klempner, um an Informationen zu gelangen und sich den Pulitzer-Preis zu verdienen. Er versteckt Kameras und Tonbandgeräte an verschiedenen Stellen in Tonys Haus. Tony und Jeannie finden das heraus und vernichten alle Beweise für Jeannies Existenz. Farnum erpresst Tony, indem er seine Frau (Barbara Bostock) und zwei Söhne dazu bringt, sich als die Frau und die Kinder auszugeben, die Tony vor Jahren verlassen hat. Jeannie glaubt kurz daran, aber nachdem sie die Wahrheit herausgefunden hat, dreht sie den Spieß um. |           |                                     |                                                    |                      |                                       |                |                    |                                          |

### Staffel 5: 1969–70 (26 Episoden)
| Nr. (ges.) | Nr. (St.) | Deutscher Titel                    | Originaltitel                           | Erstausstrahlung USA | Deutschsprachige Erstausstrahlung (D) | Regie           | Drehbuch                       | Sender deutschsprachige Erstausstrahlung |
| --- | --------- | ---------------------------------- | --------------------------------------- | -------------------- | ------------------------------------- | --------------- | ------------------------------ | ---------------------------------------- |
| 114 | 1         | Nur ein kleines rotes Klavier      | Jeannie at the Piano                    | 16. Sep. 1969        | 27. Juli 1971                         | Hal Cooper      | James Henerson                 | ZDF                                      |
| Jeannie verzaubert das Klavier im Offiziersclub von Cocoa Beach und lässt Tony wie einen musikalischen Virtuosen erscheinen, wenn er sich zum Spielen hinsetzt. General Schaeffer (Vinton Hayworth) ist von Tonys Talent begeistert und bucht den Astronauten für eine landesweite Konzertreise. Das einzige Problem ist, dass es das Klavier und nicht Tony ist, der die schöne Musik hervorbringt. Tony muss sich sehr anstrengen, um sicherzustellen, dass das Klavier bei jedem Halt dabei ist. |           |                                    |                                         |                      |                                       |                 |                                |                                          |
| 115 | 2         | Das freche Hündchen                | Djinn-Djinn, the Pied Piper             | 23. Sep. 1969        | 2. Jan. 1989                          | Claudio Guzman  | James Henerson                 | Sat.1                                    |
| General Schaeffer überredet Tony, Schaeffers geliebte Deutsche Dogge Jupiter, zu einem Trainingsspaziergang für die Gehorsamsprüfung mitzunehmen. Mit dabei ist auch Jeannies magischer Hund Djinn-Djinn, der Jupiter sofort nicht leiden kann. Die beiden Hunde gehen verloren und landen schließlich im Tierheim. Tony muss versuchen sie zu retten, während Djinn-Djinn dort für Chaos sorgt. Gaststar: Dick Wilson als Dockweiler, der Hundefänger. |           |                                    |                                         |                      |                                       |                 |                                |                                          |
| 116 | 3         | Ein Königreich für Tony (Teil 1)   | Guess Who’s Going to Be a Bride Part 1  | 30. Sep. 1969        | 3. Aug. 1971                          | Hal Cooper      | James Henerson                 | ZDF                                      |
| Jeannies Onkel Suleiman (Jackie Coogan) kommt zu Besuch. Tony verwechselt ihn mit Amir Yachmin (Frank De Vol), einem ausländischen Würdenträger, den Tony durch die NASA führen soll. Der Amir ist ein Feind von Jeannies Onkel und er versucht Tony dazu zu bringen, den Amir zu töten. Nach einer weiteren Abfuhr von Tony Jeannie zu heiraten, nimmt Jeannie das Angebot ihres Onkels an, Königin eines fremden Landes zu werden. |           |                                    |                                         |                      |                                       |                 |                                |                                          |
| 117 | 4         | Ein Königreich für Tony (Teil 2)   | Guess Who’s Going to Be a Bride Part 2  | 7. Okt. 1969         | 10. Aug. 1971                         | Hal Cooper      | James Henerson                 | ZDF                                      |
| Nachdem Jeannie gegangen ist, wird Tony klar, dass er ohne sie nicht leben kann. Dr. Bellows teilt Tony auch mit, dass er wegen des Vorfalls mit dem Amir aus dem Astronautenprogramm gestrichen wurde. Nachdem er wieder aufgenommen wurde, sucht Tony nach Jeannie. Als sie zur NASA zurückkehren ist Tonys Ankündigung, dass sie verlobt sind, selbst für Jeannie eine Überraschung. |           |                                    |                                         |                      |                                       |                 |                                |                                          |
| 118 | 5         | Die Schönheitscreme                | Jeannie’s Beauty Cream                  | 14. Okt. 1969        | 3. Jan. 1989                          | Hal Cooper      | Joanna Lee                     | Sat.1                                    |
| Jeannie gibt Amanda Bellows etwas von ihrer Schönheitscreme. Das Problem ist, dass die Creme ihr Aussehen völlig verändert und niemand sie erkennen kann. Selbst sie merkt es nicht. Das Chaos bricht aus, als sie bei der NASA auftaucht. Jeannie stellt eine neue Creme her, um sie zurückzuverwandeln. Gaststars: Harold Gould als General Whetherby und Laraine Stephens als die veränderte Mrs. Bellows. |           |                                    |                                         |                      |                                       |                 |                                |                                          |
| 119 | 6         | Junggesellen-Party: Streng geheim! | Jeannie and the Bachelor Party          | 21. Okt. 1969        | 24. Aug. 1971                         | Hal Cooper      | Dick Bensfield, Perry Grant    | ZDF                                      |
| Roger und Dr. Bellows planen gegen Tonys Willen eine Junggesellenparty für ihn. Dr. Bellows Idee für die Party beinhaltet Poker, Zigarren und Footballfilme, während Roger eine Party mit Mädchen, Alkohol und einem Mädchen im Kuchen veranstalten möchte. Außerdem planen sie die Party geheim zu halten. Leider schöpft die neugierige Amanda Verdacht. Daraufhin machen sich Jeannie und Amanda auf den Weg zur NASA. Tony muss sich überlegen, wie er das alles erklären kann. |           |                                    |                                         |                      |                                       |                 |                                |                                          |
| 120 | 7         | Die Braut hat grünes Blut          | The Blood of a Jeannie                  | 28. Okt. 1969        | 17. Aug. 1971                         | Claudio Guzman  | John L. Greene                 | ZDF                                      |
| Jeannie und Tony kaufen ihren Ehering ein, bevor sie zu ihren Bluttests gehen. Jeannie muss einen Ersatz für ihr Blut finden, denn Flaschengeister haben grüne Blutkörperchen. Sie fragen Roger, ob sie sein Blut verwenden können. Roger hat jedoch zuvor eine Reihe von Impfungen erhalten, und nun hält Dr. Bellows Jeannie für eine wandelnde Keimfabrik und zwingt sie sich einer Untersuchung zu unterziehen. Vor der Untersuchung blinzelt Jeannie das Juweliergeschäft Ormandy (Ivor Francis) in Tonys Büro, um einen Taschendieb (Ned Glass) zu erwischen, der Tonys Brieftasche gestohlen hat. Jeannies Augen sind durch Augentropfen noch geweitet und deshalb kann sie das Juweliergeschäft nicht zurückblinzeln. |           |                                    |                                         |                      |                                       |                 |                                |                                          |
| 121 | 8         | Tony fliegt vollautomatisch        | See You in C-U-B-A                      | 4. Nov. 1969         | 28. Sep. 1971                         | Hal Cooper      | John McGreevey                 | ZDF                                      |
| Jeannie blinzelt Tony von einem Einsatz in einem vollautomatischen Militärflugzeug weg, weil sie sich nicht entscheiden kann, was sie ihnen an diesem Nachmittag zu einer Party servieren soll. Sie bringt ihn zu seinem Flugzeug zurück, das dank Jeannie in Kuba statt in Puerto Rico landet. Dort findet Tony sich als Gefangener von Jose wieder. Roger muss Jeannie sagen, dass sie ihren Meister zurückholen soll, was sie auch tut, aber das Flugzeug in Kuba stehen lässt. Dann blinzelt sie Tony und Roger zurück nach Kuba. Als die Party beginnt, blinzelt sie beide zurück, zusammen mit dem Flugzeug, das nun auf der Straße steht. Gaststars: Pedro Gonzalez Gonzalez als Jose und Farrah Fawcett als Tina, Rogers Freundin. |           |                                    |                                         |                      |                                       |                 |                                |                                          |
| 122 | 9         | Hochzeitsgeschenke                 | The Mad Home Wrecker                    | 11. Nov. 1969        | 4. Jan. 1989                          | Hal Cooper      | Howard Ostroff                 | Sat.1                                    |
| Die Bellows wollen das Haus von Major Nelson als Hochzeitsgeschenk umdekorieren lassen. Helasco, der Dekorateur, den sie ausgewählt haben, will das Haus jedoch in einen eklektischen Albtraum verwandeln. Tony, der sich als Hilfskraft ausgibt, richtet erheblichen Schaden an Helascos Werk an. Jeannie, die nicht weiß, dass Tony derjenige war, der den Schaden angerichtet hat, restauriert Helascos Werk, obwohl sie es hasst. Allen gefällt das Ergebnis der neuesten Kreation des Künstlers nicht, also nimmt Jeannie ein neues Design aus der Zeitschrift „home decor“, das Helasco in eine tödliche Ohnmacht fallen lässt. |           |                                    |                                         |                      |                                       |                 |                                |                                          |
| 123 | 10        | Tony auf dem Prüfstand             | Uncles a Go-Go                          | 25. Nov. 1969        | 5. Jan. 1989                          | Russ Mayberry   | Ron Friedman                   | Sat.1                                    |
| Zwei von Jeannies englischen Onkeln - Azmire (Ronald Long) und Vasmir (Arthur Malet) - erscheinen, um Tony für die Heirat gut zu heißen. Jeannie versucht die Egos der beiden ungleichen Onkel zu beschwichtigen. Vasmir tauscht den Platz mit Dr. Bellows, um Tony bei der NASA zu untersuchen, während Azmire den Platz mit General Schaeffer tauscht. Azmire ist schließlich mit Tony einverstanden und die beiden Onkel retten Tony aus einer brenzligen Situation, da Tony Dr. Bellows und General Schaeffer für die beiden Onkel hält. |           |                                    |                                         |                      |                                       |                 |                                |                                          |
| 124 | 11        | Mr. und Mrs. Tony Nelson           | The Wedding                             | 2. Dez. 1969         | 31. Aug. 1971                         | Claudio Guzman  | James Henerson                 | ZDF                                      |
| Major Nelson und Jeannie heiraten schließlich, mit Major Healey als Trauzeugen. Es gibt jedoch Probleme, als Jeannie Tony erklärt, dass Flaschengeister nicht fotografiert werden können. Jeannie gerät in Panik und überlegt fast, die Hochzeit abzusagen und stattdessen durchzubrennen. Sie findet jedoch eine interessante Lösung, als sie beschließt, eine Roboterpuppe zu benutzen, die sich als sie ausgibt und fotografiert wird, bis es Zeit für das Gelübde ist. Gaststar: Jack Smith tritt als Pfarrer Weems auf. |           |                                    |                                         |                      |                                       |                 |                                |                                          |
| 125 | 12        | Ein treues Mädchen                 | My Sister, the Homewrecker              | 9. Dez. 1969         | 6. Jan. 1989                          | Claudio Guzman  | James Henerson                 | Sat.1                                    |
| Jeannies böse Schwester liest von der Hochzeit von Jeannie und Tony und gerät in Rage. Sie findet heraus, dass Jeannie zu einer Party eingeladen war, auf der Major Biff Jellico (Michael Ansara) nach einigen Jahren der Abwesenheit als Autorennfahrer in das Raumfahrtprogramm zurückkehrte. Sie verkleidet sich als Jeannie und verführt Jellico vor den Augen der Bellows. Am nächsten Abend kommt Jellico bei den Nelsons an, um Jeannie abzuholen und findet heraus, dass Jeannie Tonys Frau ist. Nun muss Jeannie beweisen, dass sie es nicht war, die auf der Party der Bellows war und ihre Schwester aufhalten, bevor sie ihre und Tonys Ehe kaputt macht. Gaststar: Farrah Fawcett als Tina/Cindy (die Figur wird in der Serie „Tina“ genannt, im Abspann aber als „Cindy“ aufgeführt).                                                                                                   |           |                                    |                                         |                      |                                       |                 |                                |                                          |
| 126 | 13        | Eine Braut für Roger               | Jeannie, the Matchmaker                 | 16. Dez. 1969        | 14. Sep. 1971                         | Claudio Guzman  | Don Richman, Bill Daily        | ZDF                                      |
| Sowohl Tony als auch Jeannie versuchen den alleinstehenden Roger zu verkuppeln. Tony versucht ihn mit General Schaeffers Nichte Patricia (Janis Hansen) zu verkuppeln, die sich als Partygirl entpuppt. Jeannie versucht es mit einer Computer-Partnervermittlung, bei der sich ebenfalls unerwartet herausstellt, dass die Frau (Elaine Giftos), die die Vermittlung betreibt, beschließt sich selbst an Roger heranzumachen. Roger muss zwischen zwei sehr unterschiedlichen Frauen jonglieren, als sie beide in derselben Bar auftauchen. |           |                                    |                                         |                      |                                       |                 |                                |                                          |
| 127 | 14        | Jeannie auf Sparkurs               | Never Put a Genie on a Budget           | 30. Dez. 1969        | 9. Jan. 1989                          | Oscar Rudolph   | Sidney Sheldon                 | Sat.1                                    |
| Jeannie wird verhaftet, weil sie Artikel aus Geschäften mitgenommen hat, die sie anschreiben lassen wollte, aber sie hat keine Kundenkonten. Nachdem Tony für alle Artikel bezahlen muss, stellt er ein Haushaltsbudget auf. Die Lage spitzt sich zu, als Major Gregorian (Noam Pitlik), ein russischer Kosmonaut der zu Besuch ist, bei den Nelsons zum Abendessen eingeladen wird. Jeannie serviert ein wirklich mageres Essen und stellt ein junges Paar (Larry Bishop und Maggie Thrett) vor, das sie als Untermieter aufgenommen hat. Der Major glaubt, dass alle amerikanischen Astronauten Bettler sind. Dr. Bellows gibt Tony eine letzte Chance, seinen Besucher zu beeindrucken, daraufhin feiern sie ein Fest mit russischer Musik und Tanz. Gaststar: Stafford Repp tritt als Lt. Morgan auf.                                                                                             |           |                                    |                                         |                      |                                       |                 |                                |                                          |
| 128 | 15        | Ein ganz besonderer Jahrgang       | Please Don’t Give My Genie No More Wine | 6. Jan. 1970         | 21. Sep. 1971                         | Jon Anderson    | James Henerson                 | ZDF                                      |
| Als Tony beim Abendessen mit den Bellows vergisst ein Geschenk mitzunehmen, blinzelt Jeannie Wein herbei. Der Wein ist köstlich, aber sobald die Bellows ihn probieren, werden sie unsichtbar. Schlimmer noch: Nach dem Essen soll ein Kongressabgeordneter eintreffen. Tony ruft daraufhin Roger an, der den Abgeordneten aufhalten soll, damit er und Jeannie die Bellows ausnüchtern und wieder sichtbar machen können, bevor der Abgeordnete eintrifft. Gaststar: Alan Oppenheimer als Kongressabgeordneter Farragut |           |                                    |                                         |                      |                                       |                 |                                |                                          |
| 129 | 16        | Drei Zimmer auf dem Dach           | One of Our Hotels is Growing            | 13. Jan. 1970        | 7. Sep. 1971                          | Jerry Bernstein | Robert Rodgers                 | ZDF                                      |
| Tony und Jeannie fahren nach Los Angeles in so etwas wie Flitterwochen, begleitet von den Bellows' und Roger, die einen normalen Urlaub machen wollen. Da keine Zimmer verfügbar sind, blinzelt Jeannie einen 13. Stock herbei. Sie ist gezwungen ihn immer wieder her- und fortzublinzeln, um zu verhindern, dass die Bellows und das Hotelpersonal (Marvin Kaplan und Ned Wertimer) die Wahrheit herausfinden. Zudem versuchen sie die Bellows davon abzuhalten, das Hotel zu verlassen, damit diese es nicht jemand anderen erzählen können. |           |                                    |                                         |                      |                                       |                 |                                |                                          |
| 130 | 17        | Endlich wieder daheim              | The Solid Gold Jeannie                  | 20. Jan. 1970        | 12. Okt. 1971                         | Jerry Bernstein | Joanna Lee                     | ZDF                                      |
| Tony, Commander Wingate (Robert Hogan) und Roger müssen in Quarantäne, da sie die Außenwelt nicht mit Keimen vom Mond kontaminieren sollen. Jeannie vergisst dies und blinzelt sich herein, um Tony zu umarmen. Deshalb schlagen Tony und Roger Jeannie vor sich zu verkleinern und sich als eine goldene Gedenkstatue von Wingate zu verkleiden, um sich vor dem sehr misstrauischen Wingate zu verstecken. Leider lässt Wingate Jeannie fallen und als sie Kopfschmerzen bekommt, nimmt sie fälschlicherweise Schlaftabletten statt Aspirin. Jetzt haben Tony und Roger wirklich alle Hände voll zu tun. Gaststar: Shirley Bonne tritt als schwangere Sally Wingate auf. Anmerkung: Die richtigen Astronauten waren eigentlich in einer mobilen Quarantänestation untergebracht, die sich an Bord des Bergungsschiffes befand. Mobile Quarantäneeinrichtungen wurden nach Apollo 14 überflüssig.    |           |                                    |                                         |                      |                                       |                 |                                |                                          |
| 131 | 18        | Mrs. Djinn Djinn                   | Mrs. Djinn-Djinn                        | 3. Feb. 1970         | 19. Okt. 1971                         | Russ Mayberry   | Richard Bensfield, Perry Grant | ZDF                                      |
| Djinn Djinn kommt zu Besuch und dieses Mal ist er nicht allein, denn er bringt seine Gefährtin mit, die mit einem Wurf Welpen schwanger ist. Aufgrund eines dummen Missverständnisses glaubt Roger, dass Jeannie ein Kind erwartet und sagt es Tony. Tony eilt nach Hause nur um herauszufinden, dass nicht er Vater wird, sondern Djinn Djinn, dem die Angewohnheit Uniformen zu zerfetzen immer noch nicht abgewöhnt wurde. In der Zwischenzeit plaudert Roger vor den NASA-Mitarbeitern aus, dass Jeannie schwanger ist und bald planen Dr. Bellows und General Schaeffer eine Überraschungs-Babyparty. Als die Gäste auftauchen, müssen sich Jeannie, Tony und Roger nicht nur auf einen Wurf magischer Welpen vorbereiten, sondern auch Djinn Djinn aus dem Wohnzimmer fernhalten, wenn sie nicht ein Wohnzimmer voller zerfetzter Uniformen haben wollen.                                       |           |                                    |                                         |                      |                                       |                 |                                |                                          |
| 132 | 19        | Aladins Wunderlampe                | Jeannie and the Curious Kid             | 10. Feb. 1970        | 10. Jan. 1989                         | Claudio Guzman  | Richard Bensfield, Perry Grant | Sat.1                                    |
| Mrs. Bellows' Neffe Melvin (Michael Barbera) sieht Jeannie aus ihrer Flasche kommen, als er den Tag im Haus der Nelsons verbringt. Später stiehlt er die Flasche, nachdem er gesehen hat, wie Jeannie zu ihr zurückkehrt. Dr. Bellows ruft Tony an und sagt ihm, dass die Flasche bei ihnen ist und er sie morgen früh abholen kann. In der Zwischenzeit schüttet Melvin Jeannie auf eine andere Flasche um. Tony und Roger beschließen in das Haus der Bellows einzubrechen, um die Flasche zu holen. Nach einigen Missgeschicken retten sie Jeannie. |           |                                    |                                         |                      |                                       |                 |                                |                                          |
| 133 | 20        | Der beste Ehemann                  | Jeannie, the Recording Secretary        | 24. Feb. 1970        | 11. Jan. 1989                         | Claudio Guzman  | James Henerson                 | Sat.1                                    |
| Jeanie wurde als Protokollführerin der Offiziersfrauenvereinigung angenommen. Die Vereinigung wird einen Wettbewerb für den besten Ehemann veranstalten. Sie wollen Tony interviewen, aber er ist auf einer einwöchigen Mission. Tony und Roger haben gerade Schlaftabletten genommen und Jeannie blinzelt ihn zurück. Jeannie muss Tony jedes Mal zurückblinzeln, wenn die Damen ihn interviewen wollen. |           |                                    |                                         |                      |                                       |                 |                                |                                          |
| 134 | 21        | Tony und der Billardmeister        | Help, Help, a Shark                     | 3. März 1970         | 5. Okt. 1971                          | Claudio Guzman  | James Henerson                 | ZDF                                      |
| Tony wird der Urlaub verweigert als er schreit, während General Schaeffer am Billardtisch spielt. Dadurch verliert er ein Spiel gegen seinen alten Freund General Charles Fitzhugh (Jim Backus). Tony gelingt es, Fitzhugh davon zu überzeugen, ein weiteres Spiel mit Schaeffer zu spielen, aber wegen Jeannie bricht Tony versehentlich Schaffers Hand. Dr. Bellows bringt daraufhin Fitzhugh dazu, stattdessen gegen Tony zu spielen. Mit Jeannies Hilfe ist Tony dabei das Spiel zu gewinnen. Aber es ist auch Jeannie, die General Schaeffer dazu bringt, zu schreien, so dass Tony den entscheidenden Stoß verpasst. |           |                                    |                                         |                      |                                       |                 |                                |                                          |
| 135 | 22        | Die Jugendfreundin                 | Eternally Yours, Jeannie                | 17. März 1970        | 12. Jan. 1989                         | Joseph Goodson  | James Henerson                 | Sat.1                                    |
| Tony erhält einen Brief von seiner alten College-Liebe Bonnie (Toian Matchinga), in dem sie ihm mitteilt, dass sie sich mit ihm treffen wird. Jeannie wird eifersüchtig und verwandelt sich in das Mädchen, aber Tony sieht, wie Jeannie ihre Kräfte einsetzt und beschließt, ihr eine Lektion zu erteilen. Zum Pech für Jeannie weigert sich Roger, sie gehen zu lassen, während die echte Bonnie in Tonys Büro auftaucht. Tony, der Bonnie für Jeannie hält, macht sich an sie heran. Bonnies eifersüchtiger Ehemann Moose Murphy (Denny Miller) ist nicht weit entfernt. |           |                                    |                                         |                      |                                       |                 |                                |                                          |
| 136 | 23        | Die Kaschmir-Ziege                 | An Astronaut in Sheep’s Clothing        | 24. März 1970        | 13. Jan. 1989                         | Bruce Kessler   | James Henerson                 | Sat.1                                    |
| Zur Feier des sechsten gemeinsamen Hochzeitsmonats versucht Jeannie einen Geschenkpulli für Tony zu stricken, als sie feststellt, dass er handgefertigte Geschenke für wertvoller hält. Jeannie scheitert aber, als sie versucht eine tibetanische Kaschmir-Ziege aufzuziehen und dessen Wolle zu scheren. Sie muss währenddessen die Anwesenheit der hungrigen Ziege vor ihrem misstrauischen Ehemann verbergen. |           |                                    |                                         |                      |                                       |                 |                                |                                          |
| 137 | 24        | Der Wirbelsturm                    | Hurricane Jeannie                       | 28. Apr. 1970        | 16. Jan. 1989                         | Claudio Guzman  | James Henerson                 | Sat.1                                    |
| Ein Wirbelsturm hält Tony, Jeannie, Roger und Dr. Bellows über Nacht im Haus der Nelsons gefangen. Der Arzt ist erstaunt, dass das Telefon der Nelsons das einzige ist, das noch funktioniert und dass das Abendessen auf einem Elektroherd ohne Strom gekocht wurde. Als der lauschende Dr. Bellows sieht, wie Jeannie mehrere Zaubertricks vorführt, gesteht Tony schließlich, dass er einen Flaschengeist geheiratet hat. Am Ende hat Tony nur geträumt, dass Dr. Bellows Zeuge von allem war. Anmerkung: Die Episode sollte eigentlich das Serienfinale darstellen. Als die Episode geschrieben wurde, hatte sich NBC noch nicht entschieden, ob die Serie weitergeführt werden soll. Die Episode, welche an die lockeren Enden der Serie anknüpft, wurde für den Fall einer plötzlichen Absetzung geschrieben. Als NBC die Serie weiterführte, wurde die Episode als Traumsequenz umgeschrieben. |           |                                    |                                         |                      |                                       |                 |                                |                                          |
| 138 | 25        | Wer ist der Poker-Hai              | One Jeannie Beats Four of a Kind        | 19. Mai 1970         | 17. Jan. 1989                         | Michael Ansara  | Perry Grant, Richard Bensfield | Sat.1                                    |
| General Schaeffer informiert Major Healey über einen Poker-Hai, der die Männer der NASA ausnimmt. Dr. Bellows und der General scherzen, dass Tony der Poker-Hai ist, als er Roger, Senator Martino (Herbert Rudley) und sich selbst in einem Pokerspiel besiegt. In der nächsten Pokernacht kassiert der schlechte Verlierer Roger mit Jeannies Hilfe den gesamten Gewinn. Es stellt sich heraus, dass Martino nicht wirklich ein Senator ist, sondern der eigentliche Poker-Hai, der nun dem „Boss“ erklären muss, warum er ständig verliert. Mit Jeanies Hilfe wird der Poker-Hai gefasst. Gaststar: Walter Burke als der Boss |           |                                    |                                         |                      |                                       |                 |                                |                                          |
| 139 | 26        | Der Vetter aus Texas               | My Master, the Chili King               | 26. Mai 1970         | 18. Jan. 1989                         | Claudio Guzman  | James Henerson                 | Sat.1                                    |
| Tonys Cousin Arvel (Gabriel Dell) überredet Jeannie, Tony als Überraschungsgeschenk „finanzielle Sicherheit“ zu geben, indem er sein selbstgemachtes Chili vermarktet, mit Tonys Bild auf jeder Dose. Jeannie weiß nicht, dass Tony keine Werbung für Produkte machen darf. Sie verteilt daraufhin Dosen des Chilis an alle Supermärkte in der Umgebung, die Tony aufstöbern und loswerden muss. Gaststar: Dick Van Patten als Marktangestellter; Anmerkung: Dies ist ein posthumer Auftritt von Vinton Hayworth (gestorben am 21. Mai 1970) als General Schaeffer. |           |                                    |                                         |                      |                                       |                 |                                |                                          |

## Hinweise
1. 1 2 3 4 5 6 7 8 9 10 11  Ein Pseudonym von Sidney Sheldon